# Liste der Kulturdenkmale in Treuen

Wappen von Treuen

In der Liste der Kulturdenkmale in Treuen sind die Kulturdenkmale der Stadt Treuen verzeichnet, die bis September 2024 vom Landesamt für Denkmalpflege Sachsen erfasst wurden (ohne archäologische Kulturdenkmale). Die Anmerkungen sind zu beachten.
Diese Aufzählung ist eine Teilmenge der Liste der Kulturdenkmale im Vogtlandkreis.

## Treuen
| Bild                                    | Bezeichnung | Lage                                     | Datierung | Beschreibung | ID       |
| --------------------------------------- | --- | ---------------------------------------- | --- | --- | -------- |
| Weitere Bilder                          | Aussichtsturm (Perlaser Turm) | (Flurstück 1487) (Karte)                 | 1907 | Zum Teil in Naturstein, stadtgeschichtlicher und landschaftsgestaltender Wert. Auf Wilhelmshöhe, 493 Meter NN, quadratischer Turm polygonal fortgesetzt, dominant für Ortsbild. | 09238746 |
| Weitere Bilder                          | Sachgesamtheit Königlich-Sächsische Triangulierung („Europäische Gradmessung im Königreich Sachsen“); Station 143, Wilhelmshöhe                                                                        | (Flurstück 1487) (Karte)                 | Bezeichnet mit 1876                                                                                             | Station der Königlich-Sächsischen Triangulation, Netz 2. Ordnung, wissenschaftsgeschichtlich und technikgeschichtlich von Bedeutung. Die 2,20 Meter hohe Triangulationssäule II. Ordnung mit quadratischem Grundriss besteht aus Schreiersgrüner Granit und weist die Inschrift „Station / WILHELMSHÖHE/ der / Kön.Sächs. / Triangulirung / 1876.“ sowie einen Höhenbolzen auf. Der Sockel ist zweifach abgesetzt. Die Abdeckplatte ist nicht erhalten. | 09300595 |
| Direkt Bild zu diesem Denkmal hochladen | Wohnhaus (Umgebinde), mit Gartenlaube | Albrecht-Dürer-Straße 10 (Karte)         | Um 1800 | Fachwerk-Gebäude, Umgebindekonstruktion zum Teil rekonstruiert, eines der ältesten Wohnhäuser Treuens in ursprünglicher Gestaltung, baugeschichtlich von Bedeutung. Zweigeschossig, längsrechteckiger Grundriss, Erdgeschoss massiv, Holzfenstergewände im Erdgeschoss, nachträglicher kleiner Ladeneinbau, schöne zweiflügelige Haustür mit Oberlicht, Holzeinfassung, barocke Kreuzstockfenster, im Obergeschoss Fachwerk verkleidet, Giebeldreieck leicht vorspringend, Satteldachabschluss, Laube Holz. | 09236581 |
| Direkt Bild zu diesem Denkmal hochladen | Wohnhaus (Umgebinde) mit Anbau | Albrecht-Dürer-Straße 12 (Karte)         | Nach 1800 | Fachwerk-Gebäude, Umgebindekonstruktion zum Teil rekonstruiert, zu den ältesten Wohnhäusern Treuens gehörendes Wohnhaus in ursprünglicher Gestaltung, baugeschichtlich von Bedeutung. Winkelbau, zweigeschossig, verputzt, Erdgeschoss u. Obergeschoss vermutlich Fachwerk, beide Putz, Giebel und Giebeldreieck verkleidetes Fachwerk, Fensteraufteilung des Gebäudes erhalten, Satteldach, winklig angebauter Seitenflügel mit Satteldach, zweigeschossig, Fachwerk-Obergeschoss, Erdgeschoss massiv, im Erdgeschoss zwei Türen nachträglich eingefügt, dort geringfügige Veränderungen, Obergeschoss Fachwerk verbrettert, Fenstergewände im Erdgeschoss aus Holz. | 09236580 |
| Direkt Bild zu diesem Denkmal hochladen | Wohnhaus in geschlossener Bebauung | Albrecht-Dürer-Straße 15 (Karte)         | Um 1890 | Historisierende Klinkerfassade mit flachem Erker, bauhistorischer Wert. Zweigeschossig, sechs Achsen, ein Seitenrisalit mit rundbogigem Erker im ersten Obergeschoss, im Erdgeschoss Hauseingang am Seitenrisalit, zweiflügelig mit Oberlicht, verziert und Ziergitter, Pilaster, kräftiges Gebälk auf Kragsteinen, Bandmotive aus dunkelrotem Klinker, Schlusssteine verziert, kräftiges Gurtgesims, Fensterverdachung erstes Obergeschoss durch waagerechtes Gebälk und Dreieckgiebel, fünf Gauben mit Dreieckgiebel, eine Gaube mit Segmentgiebelabschluss mit Muschel, Sockel mit Quaderung. | 09236578 |
| Direkt Bild zu diesem Denkmal hochladen | Wohnhaus in offener Bebauung | Altmannsgrüner Straße 73 (Karte)         | Bezeichnet mit 1906                                                                                             | Repräsentativer, architektonisch qualitätvoll gestalteter Klinkerbau mit Treppenturm, von baugeschichtlicher Bedeutung. Zweigeschossig, unregelmäßiger Grundriss, Werksteinsockel, Ziergitter an Kellerfenstern aus Erbauungszeit, Eckquaderung, über Hauseingang bezeichnet mit 1906 mit Initiale und kleinem Medaillon, Treppenhaus turmartig, abschließend durch Welsche Haube, Schieferdeckung, Mittelrisalit mit stilisierter floraler Ornamentik, Stuck, Fenster teilweise als gebundene Fenster, Fenster mit Sprossenteilung der Oberlichter, schöne verzierte Gauben mit Bekrönung, orangeroter Klinker, im Erdgeschoss Fenster erneuert, Einfriedung Schmiedeeisen, Haus dominant im Straßenraum, guter Originalzustand, Haustür verändert, im Treppenhaus schöne Bleiglasfenster. | 09238747 |
| Direkt Bild zu diesem Denkmal hochladen | Wohnstallhaus eines Bauernhofes | Altmannsgrüner Straße 75, 77 (Karte)     | Bezeichnet mit 1781                                                                                             | Obergeschoss Fachwerk verschiefert, zeittypisches bäuerliches Wohnhaus von heimatgeschichtlichem Wert. Zweigeschossiger Fachwerkbau, Satteldach, Erdgeschoss massiv, profilierte Fenstergewände, zwei Stichbogenportale, an einem Portal bezeichnet mit „I G B 1781“, vor Gebäude Granitwassertrog, zweiter Hauseingang führt in Keller, dieser tonnengewölbt, Milchhaus. | 09238748 |
| Direkt Bild zu diesem Denkmal hochladen | Wohnhaus in offener Bebauung | Apothekengasse 9 (Karte)                 | 1. Hälfte 19. Jahrhundert                                                                                       | Eingeschossiger Putzbau mit verschiefertem Giebel, zeittypische Bebauung der Treuener Altstadt, baugeschichtlich und sozialgeschichtlich von Bedeutung. Katenartig, Fachwerk verputzt, Graupelputz und Glattputzkanten an Hausecken und im Traufbereich, Satteldach, Fachwerk am Giebeldreieck verschiefert, keine originale Dachdeckung, zwei Schleppgauben, zweiflügelige Haustür mit Holzeinfassung, Kämpfer segmentbogenförmig gebogen, darüber sprossengeteiltes kleines Oberlicht, recht guter Originalzustand, Fenster vor längerer Zeit erneuert. Denkmalwert: wissenschaftlich- dokumentarischer Wert, zeittypischer Bau der Altstadtbebauung, sehr guter Originalzustand. | 09238753 |
| Direkt Bild zu diesem Denkmal hochladen | Wohnhaus in offener Bebauung und in Ecklage | August-Bebel-Straße 2 (Karte)            | Nach 1800, mehrfach überformt                                                                                   | Eingeschossiger Putzbau mit markantem, verschiefertem Zwerchhaus im Dach, baugeschichtlicher und stadtgeschichtlicher Wert. Rechteckiger Grundriss, Sockel Ziegelmauerwerk gestrichen, verputzter Massivbau, Fensteröffnungen durch Putzfaschen hervorgehoben, Krüppelwalmdach, verschieferter Dacherker mit geschweiftem Giebel, im Inneren kleiner tonnengewölbter Keller, Kehlbalkendach, im Drempelgeschoss zwei schlafbare Kammern. | 09236959 |
| Direkt Bild zu diesem Denkmal hochladen | Mietshaus in geschlossener Bebauung | August-Bebel-Straße 11 (Karte)           | Bezeichnet mit 1905                                                                                             | Zeittypischer Klinkerbau mit Fachwerkgiebel, von städtebaulichem und baugeschichtlichem Wert. Zweigeschossig, vier Achsen, Eingang seitlich, roter Klinker, Gurtgesims, Bandmotiv aus glasierten Ziegeln unter Gesims, schlichte Werksteingliederung, im Obergeschoss mit Segmentbögen und Schlusssteinen, im Erdgeschoss Rechteckfenster, im Obergeschoss Segmentbogenfenster, roter Klinker, Haustür und Fenster erneuert, Drempelgeschoss, zweiachsiges Zwerchhaus, dort Zierfachwerk und Leergespärre sowie Krüppelwalmdach, zwei Gauben, das Zwerchhaus bezeichnet mit 1905. | 09236931 |
| Direkt Bild zu diesem Denkmal hochladen | Mietshaus in geschlossener Bebauung | August-Bebel-Straße 13 (Karte)           | 1905 | Zeittypischer Klinkerbau mit Fachwerk-Elementen, von städtebaulichem und baugeschichtlichem Wert. Zweigeschossig, vier Achsen, Eingang seitlich, roter Klinker, Gurtgesims, Bandmotiv aus glasierten Ziegeln unter Gesims, schlichte Werksteingliederung, im Obergeschoss mit Segmentbögen und Schlusssteinen, im Erdgeschoss Rechteckfenster, im Obergeschoss Segmentbogenfenster, roter Klinker, Haustür und Fenster erneuert, Drempelgeschoss, zweiachsiges Zwerchhaus, dort Zierfachwerk und Leergespärre sowie Krüppelwalmdach. | 09236930 |
| Direkt Bild zu diesem Denkmal hochladen | Vermutlich ehemaliges Fabrikations- und Verwaltungsgebäude in halboffener Bebauung (ehemalige Spitzenfabrik F. A. Weiß)                                                                                | August-Bebel-Straße 19 (Karte)           | Um 1910, im Kern älter                                                                                          | Stattlicher Putzbau in qualitätvoller architektonischer Gestaltung, baugeschichtlich und ortsgeschichtlich von Bedeutung. Zweigeschossig, zehn Achsen, Mittelrisalit, Putznutung, Lisenengliederung, kanneliert, durch Rundbögen miteinander verbunden, dadurch die übereinanderliegenden Fensterachsen vertikal verbunden, profiliertes Kranzgesims, Werksteinsockel, Fenster und Haustüren erneuert, hohe Türöffnung am Mittelrisalit, darüber Zwillingsfenster mit Dreieckgiebelverdachung, Zwerchhaus, flaches Satteldach mit Gauben. | 09236912 |
| Direkt Bild zu diesem Denkmal hochladen | Mietshaus in halboffener Bebauung | August-Bebel-Straße 26 (Karte)           | Um 1908 | Schlichter Putzbau mit flachem, halbrundem Erker, teilweise verschindelt, Reformstil-Architektur, baugeschichtlich von Bedeutung. Dreigeschossig, Holzknaggen am Kranzgesims, Mansarddach, Erker ab ersten Obergeschoss zweigeschossig, darüber hoher Giebel mit Mansarddach, weit vorkragend, Werksteinsockel, zweiflügelige Haustür, schöne Treppenhausfenster mit ornamentalem Bleiglas, Fenster original erhalten mit Sprossenteilung der Oberlichter. | 09236914 |
| Direkt Bild zu diesem Denkmal hochladen | Mietshaus in geschlossener Bebauung | August-Bebel-Straße 28 (Karte)           | Bezeichnet mit 1908                                                                                             | Repräsentativer Putzbau mit halbrundem Erker über zwei Geschosse ab erstem Obergeschoss, barockisierende Reformstil-Architektur, von baugeschichtlicher und städtebaulicher Bedeutung. Dreigeschossig mit zeittypischer Ornamentik, über Hauseingang bezeichnet mit 1908, im Treppenhaus Bleiglasfenster aus Erbauungszeit, alle Fenster erhalten, im Erdgeschoss Korbbogenfenster, Haustür rundbogig abschließend, Haustür zweiflügelig mit Glaseinsätzen aus Erbauungszeit, wellenförmige Türverdachung, Mansarddach, im Dachbereich der Erker fortgesetzt, die Fenster dort mit Sprossenteilung. | 09236915 |
| Direkt Bild zu diesem Denkmal hochladen | Wohnhaus in geschlossener Bebauung | Bahnhofstraße 2 (Karte)                  | Um 1895 | Zeittypischer Klinkerbau, von städtebaulicher und baugeschichtlicher Bedeutung. Zweigeschossig, regelmäßig gestaltet, Fensterverdachung mit Dreiecksgiebeln und waagerechter Fensterverdachung, Brüstungen Fenster im ersten Obergeschoss mit Reliefs, roter Klinker, gelbe Klinkerbänder, Zahnschnittfries am Kranzgesims, Zwerchhaus mit Dreieckgiebel, zweiachsig, zwei große Gauben mit Satteldach, Fenster teilweise erneuert, im Obergeschoss teilweise mit sprossengeteilten Oberlichtern, durch Lage platzbildende Wirkung. | 09238732 |
| Direkt Bild zu diesem Denkmal hochladen | Wohnhaus in geschlossener Bebauung | Bahnhofstraße 4 (Karte)                  | Um 1900 | Zeittypischer zweifarbiger Klinkerbau, städtebaulicher Zusammenhang mit der Nachbarbebauung, von baugeschichtlicher Bedeutung | 09305209 |
| Direkt Bild zu diesem Denkmal hochladen | Wohnhaus in geschlossener Bebauung | Bahnhofstraße 6 (Karte)                  | Um 1900 | Zweigeschossiger historisierender Klinkerbau, städtebaulich wichtig im Zusammenhang mit Nachbarbebauung, baugeschichtlich von Bedeutung. Gelber Klinker, einfache Gestaltung, Seitenrisalit, Tür und Fenster verändert, Eckquaderung, Fensterverdachung mit waagerechtem Gebälk und Dreieckgiebel im ersten Obergeschoss, einfache Gauben, städtebaulich wichtig im Zusammenhang mit Nachbarbebauung. | 09238731 |
| Direkt Bild zu diesem Denkmal hochladen | Wohnhaus in geschlossener Bebauung | Bahnhofstraße 8 (Karte)                  | Um 1900 | Städtebaulich und baugeschichtlich von Bedeutung. Großes Rundbogentor, rundbogige Fenster im Erdgeschoss, Obergeschoss Rechteckfenster, Seitenrisalit, Eingangstür dort rundbogig, zweiflügelig mit Oberlicht, Fenster größtenteils erneuert, waagerechte Fensterverdachung erstes Obergeschoss, über Fenstern teilweise Terrakottareliefs, einfache Gauben. | 09238730 |
| Direkt Bild zu diesem Denkmal hochladen | Wohnhaus in geschlossener Bebauung | Bahnhofstraße 10 (Karte)                 | Um 1895 | Mit Laden, zeittypischer Klinkerbau, von städtebaulicher und baugeschichtlicher Bedeutung. Waagerechte Fensterverdachung im ersten Obergeschoss, orangeroter Klinker, Putzbänder, zwei Läden aus Entstehungszeit, Ladentüren nicht mehr aus Entstehungszeit, einfache Gauben mit flachem Satteldach, Kranzgesims vermutlich vereinfacht, wichtig aus städtebaulichen Gründen, gleiche Gestaltung und Entstehungszeit wie Nachbarbebauung. | 09238729 |
| Direkt Bild zu diesem Denkmal hochladen | Wohnhaus in geschlossener Bebauung | Bahnhofstraße 12 (Karte)                 | Um 1895 | Mit Laden, zeittypischer Klinkerbau, von städtebaulicher und baugeschichtlicher Bedeutung. Orangeroter Klinker, zweigeschossig, großes Tor Fenster erneuert, waagerechte Fensterverdachung, vier Gauben mit flachen Satteldächern. | 09238728 |
| Direkt Bild zu diesem Denkmal hochladen | Wohnhaus in geschlossener Bebauung | Bahnhofstraße 14 (Karte)                 | Um 1895 | Einfacher historisierender Klinkerbau, städtebaulich und baugeschichtlich von Bedeutung. Fünf Achsen, zweigeschossig, orangeroter Klinker, Fenster nicht denkmalgerecht erneuert, drei Gauben mit Satteldach, Haus Satteldachabschluss, zweiflügelige Haustür aus Erbauungszeit mit Ziervergitterung und Oberlicht, Erdgeschoss Segmentbogenfenster, im Obergeschoss waagerechte Fensterverdachung und Dreieckgiebel, ursprünglich Buchbinderei und Papierhandlung Kurt Mothes, Sockel Polygonmauerwerk. | 09238727 |
| Direkt Bild zu diesem Denkmal hochladen | Wohnhaus in geschlossener Bebauung | Bahnhofstraße 16 (Karte)                 | Um 1895 | Architektonisch qualitätvoll gestalteter Klinkerbau mit ungewöhnlichen Dachgaupen, städtebaulich und baugeschichtlich von Bedeutung. Fenster und Fassadengestaltung original, erstes Obergeschoss waagerechte Fensterverdachung und Dreieckgiebel mit Zahnschnittfries, Gauben mit spitzem, geschweiftem Helm, eine mit Zwillingsfenster, aufwändig gestaltete Haustür mit Oberlicht und Ziergitter, hohes schmales Türportal mit schlusssteinartiger Kartusche, im Erdgeschoss über Fenstern Schlusssteine, im Obergeschoss ein gebrochener Dreieckgiebel mit Vasendarstellung, Sockel Polygonmauerwerk. | 09238726 |
| Direkt Bild zu diesem Denkmal hochladen | Wohnhaus in offener Bebauung | Bahnhofstraße 39 (Karte)                 | Um 1895 | Schlichter historisierender Klinkerbau, noch von klassizistischer Wirkung, zeittypisches Gebäude von städtebaulicher Bedeutung durch dominante Lage, baugeschichtlicher Wert. Zweigeschossig, Lisenengliederung, Diamantquaderung, roter Klinker, zweigeschossig, fünf Achsen zu drei Achsen, Eingang seitlich mit zweiflügeliger verzierter Haustür mit Glaseinsätzen, Ziervergitterung und Oberlichtfenster, verkröpftes Kranz- und Gurtgesims, waagerechte Fensterverdachung im ersten Obergeschoss, Walmdach, Werksteinsockel, guter Originalzustand, zeittypischer Bau von städtebaulicher Bedeutung durch dominante Lage. | 09236917 |
| Direkt Bild zu diesem Denkmal hochladen | Gasthof in offener Bebauung und Ecklage (Stehbierhalle „Tunnel“) | Bahnhofstraße 41 (Karte)                 | Um 1890 (Gasthof); Fassade um 1925 (Gasthof)                                                                    | Ehemalige Stehbierhalle mit Vereinszimmer und Wohnungen, in mehreren Bauphasen errichtetes Gebäude, von heimatgeschichtlicher und städtebaulicher Bedeutung. Zweigeschossiger Putzbau mit dreigeschossigem nachträglichem Anbau, um 1890 Bauzeit, um 1925 überformt und Anbau, Edelputz, Stuckornamentik, Inschriften auf Gebäude von um 1925, alter Hausteil vierachsig, zweigeschossig, Anbau einachsig mit Mansarddach, das alte Haus mit flachgeneigtem Satteldach, Fenster im Giebel, zwei Achsen, Kranzgesims, niedriger Werksteinsockel, Ecklage. | 09236916 |
| Direkt Bild zu diesem Denkmal hochladen | Zwei Fabrikgebäude und Verwaltungsgebäude einer Weberei (ehemalige Mechanische Treibriemenweberei Gustav Kunz)                                                                                         | Bahnstraße 1, 3 (Karte)                  | Vor 1900 | Zeittypische Ziegelbauten in ortsbildprägender Lage am Bahnhof, städtebaulich dominant, von bauhistorischer und stadtgeschichtlicher Bedeutung. - Zwei- oder eingeschossige Fabrikationsgebäude mit Stufengiebel und flachen Satteldächern, Lisenengliederung, Zahnschnitt, Sockel Polygonmauerwerk, Fenster und Fassadengliederung komplett erhalten, am Gleiskörper, gegenüber dem Bahnhof gelegen, dominante erhöhte Lage, städtebaulich bedeutsam aufgrund dieser Lage und der Baumassen dieser Fabrikanlage, u. a. Bekrönungen der Giebel aus Schmiedeeisen, Verzierungen u. a. Deutsches Band, Zahnschnittfriese - Wohn- und Verwaltungsgebäude: Klinkerbau mit Risaliten, Segmentbogenfenstern, Rechteckfenstern, roter Klinker, Formsteinen, Sockel Polygonmauerwerk, Ziergitter an Kellerfenstern, Naturstein-Architekturgliederung, Pilastergliederung, aufwändig gestaltetes Kranzgesims, verkröpft, Hauseingang an Seite, Fenster und Haustür erneuert | 09236936 |
| Direkt Bild zu diesem Denkmal hochladen | Wohnhaus in geschlossener Bebauung | Bismarckplatz 2 (Karte)                  | Um 1905 | Architektonisch qualitätvoll gestalteter, zweifarbiger Klinkerbau, von baugeschichtlicher und städtebaulicher Bedeutung. Zweigeschossig, zweiachsiges Zwerchhaus, dort flankiert von roten Klinkerpilastern, Haus verkleidet mit weißglasierten Ziegeln, Zierrat unter anderem Terrakottarosetten, auch im Giebeldreieck, Zahnschnittfriese am Kranzgesims, Satteldach, im Erdgeschoss Fensterbrüstungen mit Balustern, zwei kleine Gaupen mit Pyramidenhelmen, schöne zweiflügelige Fenster mit Oberlicht, Setzholz und Kämpfer verziert, Haustür zweiflügelig mit Ziervergitterung und Oberlicht, Segmentbogenfenster, Klinkerfenstereinfassungen. | 09238733 |
| Direkt Bild zu diesem Denkmal hochladen | Wohnhaus (zwei Hausteile giebelseitig aneinandergebaut) in offener Bebauung | Dr.-Wilhelm-Külz-Straße 8 (Karte)        | Kern wohl 18. Jahrhundert                                                                                       | Fachwerkbau mit verschiefertem Obergeschoss von stadtgeschichtlichem Wert. Erdgeschoss massiv, Satteldach, zur historischen Stadtbebauung gehörend. | 09236968 |
| Direkt Bild zu diesem Denkmal hochladen | Doppelmietshaus in offener Bebauung | Feldstraße 6, 8 (Karte)                  | Um 1905 | Zeittypischer Klinkerbau, baugeschichtlich von Bedeutung. - Nummer 6: zweigeschossiger, fünfachsiger Klinkerbau, zweiflügelige Haustür mit Ziervergitterung, hohes Oberlicht, kräftiges Gesims, Kranzgesims verziert, Mansardwalmdach, Zwerchhaus flankiert durch Pilaster mit Jugendstilverzierungen, mit Segmentbogenabschluss, Fenster erneuert, Fensterbrüstungen mit einfacher ornamentaler Verzierung (Reliefplatten) - Nummer 8: zweigeschossiger, fünfachsiger Klinkerbau, zweiflügelige Haustür mit Ziervergitterung, hohes Oberlicht, kräftiges Gesims, Kranzgesims verziert, Mansardwalmdach, Zwerchhaus flankiert durch Pilaster mit Jugendstilverzierungen, mit Segmentbogenabschluss, Fenster teilweise erhalten, Fensterbrüstungen mit einfacher ornamentaler Verzierung (Reliefplatten), zwei Schleppgauben | 09236962 |
| Direkt Bild zu diesem Denkmal hochladen | Wohnhaus in offener Bebauung | Feldstraße 7 (Karte)                     | 1. Hälfte 19. Jahrhundert                                                                                       | Zur Altstadtbebauung gehörendes verputztes Fachwerkhaus, Obergeschoss zum Teil verschiefert, von stadtgeschichtlicher Bedeutung. Fenster vereinfacht, im Erdgeschoss Fenstergewände erhalten, schlichter Bau mit Satteldach. | 09236967 |
|                                         | Schule mit Turnhalle (Rote Schule, heute Lessingschule) | Feldstraße 9 (Karte)                     | 1903–1904, bezeichnet mit 1903                                                                                  | Repräsentativer Historismusbau von städtebaulicher, baugeschichtlicher und stadtgeschichtlicher Bedeutung. - Zeittypischer Schulbau in gutem Originalzustand, aufwändig gestaltetes Portal mit Inschrift: „Aller Anfang ist schwer“. Rundbogige, zweiflügelige Haustür mit Oberlicht, das Portal von Säulen flankiert mit Köpfen und Wappendarstellungen, Mittelrisalit, dort Haupteingang, Sandsteinquaderung, gebundene Drillingsfenster mit eingestellten Säulen, in Zwickeln Kranz- und Wappendarstellungen, am Mittelrisalit weiter im ersten Obergeschoss Rundbogenfenster im zweiten Obergeschoss Rechteckfenster siehe oben, darüber Blendgiebel mit Voluten, Uhr, Gebälk und Dreieckgiebel mit Kugeln und Obelisken bekrönt, dort auch Inschrift: „1903“. Dreigeschossiger roter Klinkerbau mit Bandmotiven, Fenster erneuert, Oberlichter Fenster mit Sprossenteilung, kräftiges Sockelgesims sowie Gurt- und Kranzgesims, zwei polygonale Dachreiter mit Welscher Haube, Seitenrisalite mit Drillingsfenstern, dort Nischen flankiert von Säulen. - Turnhalle: eingeschossig, Satteldach, Blendgiebel, Rundbogenfenster, diese teilweise verkürzt | 09236961 |
| Direkt Bild zu diesem Denkmal hochladen | Wohnhaus in geschlossener Bebauung | Friedensstraße 14 (Karte)                | Bezeichnet mit 1897                                                                                             | Klinkerfassade mit Erker, qualitätvoller Historismusbau von wissenschaftlich-dokumentarischer und städtebaulicher Bedeutung. Historismusbau mit Sandsteinverkleidung (in Treuen selten), Fassadendekor und -gliederung porphyrfarbener Beton, Eingang seitlich, darüber leicht vortretender Erker mit Betonverkleidung (Porphyr), am Kranzgesims volutenartige Kragsteine, waagerechte Fensterverdachung im Obergeschoss, schönes Türportal mit abgeteiltem Oberlicht, dort Zahnschnittfries, Darstellung Äskulapstab und Schlange, zweiflügelige Haustür mit Ziervergitterung, Oberlicht mit geschweiften Sprossen, Fenster nicht denkmalgerecht erneuert, Gauben mit Walmdach, ansonsten hohes Satteldach. | 09238734 |
| Direkt Bild zu diesem Denkmal hochladen | Wohnhaus in geschlossener Bebauung | Friedensstraße 22 (Karte)                | Um 1900 | Zeittypischer, qualitätvoll gestalteter Klinkerbau, von baugeschichtlicher und städtebaulicher Bedeutung. Zweigeschossig, städtebaulicher Wert als Teil gleichartigen Straßenzuges, Seitenrisalit mit Zwillingsfenster, zwischen diesem Fenster kannelierter Pilaster, Fensterbrüstung mit Balustern, Eingang am Seitenrisalit, dort steile Treppe, hohes Sockelgeschoss mit Werksteinverkleidung, im Erdgeschoss Rundbogenfenster, Obergeschoss Rechteckfenster, in beiden Etagen waagerechte Fensterverdachung, flachgeneigtes Satteldach, gelber Klinker, Kragsteine am Kranzgesims, Sockel Polygonmauerwerk. | 09238735 |
| Direkt Bild zu diesem Denkmal hochladen | Wohnhaus in geschlossener Bebauung | Friedensstraße 24 (Karte)                | Um 1895 | Zeittypischer Klinkerbau, Teil eines zeitgleich entstandenen Straßenzuges, von baugeschichtlicher und städtebaulicher Bedeutung. Sechs Achsen, zweigeschossig, gelber Klinker, Putz- bzw. Natursteinverzierungen, Rundbogenfenster im Erdgeschoss, im Obergeschoss Rechteckfenster, alle Fenster neu, Sockel Polygonmauerwerk, waagerechte Fensterverdachung im ersten Obergeschoss mit volutenartigen Kragsteinen sowie Dreieckgiebelverdachung, am Kranzgesims Zahnschnittfries, flachgeneigtes Satteldach, Eingang rundbogig, Haustür zweiflügelig mit Oberlicht mit Ziervergitterung. | 09238736 |
| Direkt Bild zu diesem Denkmal hochladen | Wohnhaus in geschlossener Bebauung | Friedensstraße 26 (Karte)                | Um 1895 | Qualitätvoller Klinkerbau, städtebaulich und baugeschichtlich von Bedeutung. Zweigeschossig, sechs Achsen, Mittelrisalit, Fensterbrüstungen teilweise durch Baluster verziert bzw. Reliefs aus Terrakotta, Bandmotiv aus schwarzglasierten Ziegeln, gelber Klinker, Eingang zurückgesetzt, zweiflügelige Haustür mit Ziervergitterung und Oberlicht, Fenster alle erneuert, drei Gauben mit Dreieckgiebel, Zahnschnittfries im Bereich des Kranzgesimses, Satteldach leicht vortretender Mittelrisalit. | 09238737 |
| Direkt Bild zu diesem Denkmal hochladen | Wohnhaus in geschlossener Bebauung | Friedensstraße 28 (Karte)                | Um 1900 | Historisierender Klinkerbau, städtebaulich und baugeschichtlich von Bedeutung. Pilastergliederung, teilweise kannelierte Pilaster im Obergeschoss, profiliertes Gesims, orangeroter Klinker, Fenstergewände aus Erbauungszeit, im Obergeschoss waagerechte Fensterverdachung, schöne zweiflügelige Haustür mit Ziervergitterung und Oberlicht, Fenster erneuert, drei Gaupen, Satteldach. | 09238738 |
| Direkt Bild zu diesem Denkmal hochladen | Vereinshaus (heute Gaststätte Turnerbund) mit angebauter Turnhalle | Friedrich-Engels-Straße 7 (Karte)        | Um 1905 | Klinkerbau mit Zierfachwerk in traditioneller Bauweise, städtebaulich dominantes Bauwerk in handwerklich qualitätvoller Gestaltung, ortsgeschichtlich und sozialgeschichtlich von Bedeutung. Vermutlich ehemals Ludwig-Jahn-Turnhalle und Turnergaststätte, zeittypische, zweiflügelige Haustür mit Glaseinsätzen, polygonaler Auslucht, zweigeschossiger Bau, Satteldach, Schleppgauben, Turnhalle mit Spitzbogenfenstern, Klinkerschmuckelemente, Erker am Gaststättenteil mit Fachwerkzierrat, ebenso am Gebäude unter anderem Andreaskreuze. | 09236934 |
| Direkt Bild zu diesem Denkmal hochladen | Kriegerdenkmal für die Gefallenen des Ersten Weltkrieges | Friedrich-Engels-Straße 7 (vor) (Karte)  | Nach 1918 | Ortshistorisch von Bedeutung. Drei grobbehauene Natursteine mit Inschrift. Für die im Ersten Weltkrieg gefallenen Mitglieder des Turnerbundes, Inschrift: „Gut Heil Treue Unseren im Weltkrieg 1914 bis 1918 gefallenen Helden.“, „Ihren gefallenen Mitgliedern. Gewidmet von der Turnbrüderschaft E. V.“. | 09236935 |
| Direkt Bild zu diesem Denkmal hochladen | Tanksäule für ESSO-Benzin | Gabelsbergerstraße 1 (gegenüber) (Karte) | Um 1930 | Ehemaliger Standort Markt 7, als eine der letzten sachsenweit erhaltenen historischen Tanksäulen von verkehrsgeschichtlicher, versorgungsgeschichtlicher sowie technikgeschichtlicher Bedeutung. Separat stehende Zapfsäule der Deutsch-Amerikanischen Petroleum-Gesellschaft (DAPG), Modell „Big-Ben“, mit Zapfmöglichkeit für ESSO-Benzin, rot lackierte Säule aus Eisenblech, vorkragender Kopfteil mit emaillierten Werbemedaillons auf allen Seiten, darauf der blaue Esso-Schriftzug auf weißem Grund, Innenraum der Zapfsäule mit Pump- und Messeinrichtungen über Blechtüren an der Vorderseite zugänglich, ob Zapfanlage im Inneren der Zapfsäule noch vorhanden ist, ist derzeit unklar. Derartige Zapfsäulen (in unterschiedlichsten Ausführungen je nach Treibstoff-Marke) zeugen von den Anfängen des Aufbaus eines deutschlandweiten Tankstellennetzes, das mit der stark zunehmenden Dichte an Automobilen zu Beginn des 20. Jahrhunderts notwendig wurde. Üblicherweise befanden sich diese einzelnen Zapfanlagen direkt am Wegesrand vor Werkstätten, Geschäften, Drogerien und Gasthäusern, sie wurden aber auch auf den Geländen großer Gutsanlagen oder anderen, auf den motorisierten Verkehr zunehmend angewiesenen Betrieben oder Einrichtungen (vergleiche Auflistung weiter unten) installiert. In den 1920er Jahren kamen allerdings auch zunehmend speziell errichtete Tankstellen (überdachte Anlagen, zumeist mit mehreren Zapfsäulen) auf und verdrängten die allein stehenden Zapfsäulen mit der Zeit. Insgesamt sind derzeit (Stand 2015) 14 Zapfsäulen als Technische Denkmale erfasst, dabei zeugen von der großen Verbreitung der DAPG-Zapfsäulen weitere in Sachsen erhaltene Exemplare des hier vorliegenden Modells: - ESSO-Zapfsäule in Bobritzsch-Hilbersdorf (Landkreis Mittelsachsen), ID 09208223 - ESSO-Zapfsäule in Steinberg (Vogtlandkreis), ID 08980429 - ESSO-Zapfsäule in Neustadt i. Sa., Stadt (Landkreis Sächsische Schweiz-Osterzgebirge), ID 09253974, Einzeldenkmal in der Sachgesamtheit Hohwaldklinik - ESSO-Zapfsäule in Quitzdorf am See (Landkreis Görlitz), ID 09269018, Einzeldenkmal in der Sachgesamtheit Rittergut Kollm - ESSO-Zapfsäule in Jesewitz (Landkreis Nordsachsen), ID 08974934, zum ehemaligen Stiftsgut Pehritzsch gehörig | 09236560 |
| Direkt Bild zu diesem Denkmal hochladen | Wohnhaus in geschlossener Bebauung | Goethestraße 10 (Karte)                  | 1895 | Historisierender Klinkerbau, von baugeschichtlichem und städtebaulichem Wert. Zweigeschossig, fünf Achsen, roter Klinker, Sockel Werkstein, Erdgeschoss Hauseingang zurückgesetzt und Segmentbogenfenster, Obergeschoss Rechteckfenster mit waagerechten Fensterverdachungen auf volutenartigen Konsolsteinen, flachgeneigtes Satteldach mit vier kleinen, modernisierten Gaupen, Fenster nicht vorbildgerecht erneuert. | 09237029 |
|                                         | Villa mit Toreinfahrt und zugehöriges landwirtschaftliches Gehöft, bestehend aus Pächterwohnhaus mit Scheunenanbau, zwei Stallgebäuden (Kuhstall und Pferdestall) und Wasserturm (Technisches Denkmal) | Hartmannsgrüner Straße 4, 4a (Karte)     | 1895 (Fabrikantenvilla und Pferdestall); 1896 (Kuhstall); 1929 (Wohnhaus und Scheune)                           | Ehemalige Fabrikantenvilla und Gehöft des Fabrikanten Gustav Kunz, Mechan. Treibriemen-Weberei, Draht- und Hanf-Seilerei, von baugeschichtlicher und stadtgeschichtlicher Bedeutung. - Villa: eingeschossiger Klinkerbau mit Dachausbau, roter Klinker, Mittelrisalit, Bandmotiv aus schwarzglasiertem Ziegel an Hausecken, Segmentbogenfenster mit Betoneinfassung, Werksteinsockel-Polygonmauerwerk, Vergitterungen an Kellerfenstern, gut proportioniertes Krüppelwalmdach mit verzierten Leergespärren, Seitenrisalit und Giebelseiten mit Balkonen, Brüstungen gesägte Bretter, Dach gemustert und bekrönt, Gauben ebenfalls bekrönt - Toreinfahrt: schmiedeeisernes Tor und Pforte, reich geschmückt - Landwirtschaftliches Gehöft: - Pächterwohnhaus mit Scheunenanbau: eingeschossiger Klinkerbau, Scheunenteil Fachwerk verbrettert, Mansarddach, Wohnhaus unterkellert - Scheune mit Rüben- und Kartoffelkeller - Kuhstall: in Bauakte als Stallgebäude mit Rindviehstall und Wagenremise bezeichnet, eingeschossiger roter Klinkerbau mit Mansardwalmdach, Biberschwanzdoppeldeckung, Gaupen mit Satteldach, im Inneren preußische Kappengewölbe, Fußböden mit Klinkerplatten belegt - Pferdestall: eingeschossig, roter Klinker, zweiflügelige Haustür mit Oberlicht (Eingang zur Kutscherwohnung), Mansardwalmdach, Gaupen mit Satteldach, im Inneren originale Stände, Klinkerfußböden, preußisches Kappengewölbe, gusseiserne Säule, gehörte ursprünglich zu benachbarter Fabrik und bildet mit dieser noch heute ein städtebauliches Bauensemble - Wasserturm: runder Klinkerturm, Behältergeschoss oktogonal, verbrettert, flach geneigtes Pyramidendach, Wasserbehälter laut Bauzeichnung zylindrisch mit flachem Behälter | 09236938 |
|                                         | Wasserturm | Hartmannsgrüner Straße 8 (vor) (Karte)   | 1889–1890 | Wichtiges Zeugnis des Wasserversorgungsbaus der Jahrhundertwende um 1900, technikgeschichtlich und ortsgeschichtlich von Bedeutung. Der Wasserturm wurde 1889/1890 im nördlichen Stadtgebiet nahe dem Bahnhof für die zentrale Trinkwasserversorgung der Stadt Treuen errichtet. Über einem flachen Sandsteinsockel erhebt sich der ziegelsichtige, sich konisch verjüngende Schaft des rund 25 Meter hohen Turmes, der regelmäßig über ziegelgerahmte Rundbogenfenster belichtet wird. Am oberen Ende des Schaftes akzentuieren Okuli und in Kranzgesims den Übergang zum auskragenden Turmkopf, der ursprünglich den stählernen Wasserbehälter (Typ Intze I, Fassungsvermögen 150 m³) enthielt. Seit seiner Sanierung in den Jahren 2013 bis 2016 sind im Turm, der bereits seit 1985 stillgelegt war, Büroräume untergebracht. Dafür wurde der Wasserbehälter entfernt und der Turmkopf in Mauerwerk unter Verwendung der historischen Dachkonstruktion mit Entlüftungshaube wieder ergänzt. Im Inneren sind die gusseiserne Wendeltreppe sowie die Rohrleitungen als Zeugnisse seiner ursprünglichen Nutzung erhalten. Der Treuener Wasserturm ist ein sehr frühes Beispiel für eine zentrale, kommunale Wasserversorgung und als solches ein wichtiges ortsgeschichtliches Zeugnis für die Entwicklung der Stadt im ausgehenden 19. Jahrhundert. | 09236937 |
| Direkt Bild zu diesem Denkmal hochladen | Villa | Innere Herlasgrüner Straße 1 (Karte)     | Um 1895 | Zeittypischer Klinkerbau, zur ältesten Bebauung des Villengebietes gehörendes Gebäude, von baugeschichtlicher und städtebaulicher Bedeutung. Zweigeschossig mit Mittelrisalit, roter Klinker, waagerechte Fensterverdachungen, Eckquaderung am Mittelrisalit, annähernd quadratischer Grundriss, Hauseingang heute seitlich, ursprünglich wahrscheinlich auf Gartenseite, verköpftes Kranz- und Gurtgesims, Mansardwalmdach, Gaupen mit Satteldächern bzw. im Rundbogen abschließend, Fenster vereinfacht. | 09236924 |
| Direkt Bild zu diesem Denkmal hochladen | Villa | Innere Herlasgrüner Straße 3 (Karte)     | Um 1905 | Zeittypischer Putzbau, von baugeschichtlicher und städtebaulicher Bedeutung. Auf unregelmäßigem Grundriss mit Eckrisalit, dieser zweigeschossig mit eingeschossiger polygonaler Auslucht, Werksteinsockel und Werksteinarchitekturgliederung, Mansardwalmdach, Zwerchhaus mit Leergespärre. | 09236923 |
| Direkt Bild zu diesem Denkmal hochladen | Villa | Innere Herlasgrüner Straße 5 (Karte)     | Bezeichnet mit 1888                                                                                             | Zeittypischer, repräsentativer Klinkerbau, von baugeschichtlicher und städtebaulicher Bedeutung. Annähernd quadratischer Grundriss, seitliche Anbauten, Straßenfront gestalterisch betont, Mittelrisalit, orangeroter Klinker, Sockel Polygonalmauerwerk, Bossenquaderung an Ecken, Eckquaderung an Risalit und Hausecken, Zahnschnittfries am Kranzgesims, Walmdach, Risalit höher mit Dreieckgiebel abschließend, dort Darstellung Wappenschild, bekrönt segmentbogenförmig, am Zwerchgiebel datiert mit 1888, seitlicher Anbau vereinfacht unter anderem neues Balkongeländer. | 09236922 |
| Direkt Bild zu diesem Denkmal hochladen | Villa | Innere Herlasgrüner Straße 7 (Karte)     | Um 1925 | Repräsentativer, architektonisch qualitätvoll gestalteter Putzbau, von baugeschichtlicher und städtebaulicher Bedeutung. Quadratischer Grundriss, seitliche Erker, repräsentativer Eingangsbereich am Mittelrisalit, Kranzgesims mit Würfelfries, Pilastergliederung am Eingangsbereich, auch dort doppelte Säulenstellung, dazwischen Wandflächen mit Reliefs, zum Eingang führt Freitreppe, Geländer erneuert, zweiflügelige Haustür mit Kassetten und Glaseinsätzen mit geschliffenem Glas, Treppenhaushalle mit Bleiglasfenstern, außen dazwischen Pilaster, Mansarddach, über Risalit dreiachsiges Zwerchhaus, Fenster zum Teil aus Erbauungszeit. | 09236921 |
| Direkt Bild zu diesem Denkmal hochladen | Villa mit Einfriedung | Innere Herlasgrüner Straße 9 (Karte)     | Um 1930 | Gut gestalteter Putzbau, stilistisch zwischen Neuer Sachlichkeit und Traditionalismus, von baugeschichtlicher und städtebaulicher Bedeutung | 09305110 |
| Direkt Bild zu diesem Denkmal hochladen | Villa | Innere Herlasgrüner Straße 11 (Karte)    | 1910er Jahre | Repräsentativer Putzbau in zeittypischer Gestaltung, Reformstil-Architektur, von baugeschichtlicher und städtebaulicher Bedeutung. Zweigeschossig, einfache Putzgliederung, Eckerker, polygonal, erstes Obergeschoss, dieser mit Balkon verbunden, dort schlichte Bleiglasfenster, Mansarddach, ursprünglich annähernd quadratischer Grundriss, seitlich erweitert, leicht hervortretende waagerechte Fensterverdachungen, Hauseingang rundbogig, Fenster mit sprossengeteilten Oberlichtern, seitlich je zwei Zwerchhäuser mit drei Achsen, segmentbogenförmig abschließend, Werksteinverkleidung am Sockel, Lisenengliederung. | 09236920 |
| Direkt Bild zu diesem Denkmal hochladen | Villa mit Einfriedung und Garten | Innere Herlasgrüner Straße 13 (Karte)    | 1905 | Pittoresker Putzbau mit Porhyrtuffgliederung, dominant Volutengiebel und Eckturm, architektonische Mischung aus Landhausstil und Burgenromantik, von baukünstlerischer, bauhistorischer und städtebaulicher Bedeutung. Zweigeschossig mit Dachausbau, Zwerchhaus mit großem Blendgiebel, dreiviertelrunder Turm mit Welscher Haube, eingeschossige Auslucht, darüber Holzwintergarten mit farbigen Glasfenstern, Holzkonstruktion verziert mit Blumenkasten, an Seite auch Balkon und Reliefs, Zierfachwerk, reiche Dachlandschaft mit Satteldächern und Krüppelwalmdächern, Werksteinsockel, Einfriedung Mauer mit Pfeilern und Holzzäunen, Klinkersteine als Zierformen, an Auslucht bezeichnet mit 1905. | 09236919 |
| Direkt Bild zu diesem Denkmal hochladen | Mietshaus in Ecklage und in geschlossener Bebauung | Innere Herlasgrüner Straße 47 (Karte)    | Um 1900 | Mit Laden, städtebaulich bedeutsamer Klinkerbau von baugeschichtlichem Wert. Roter Klinker mit Putzornamentik, polygonale Eckausbildung, aufwändige Fassadengestaltung. | 09236953 |
| Direkt Bild zu diesem Denkmal hochladen | Mietshaus in halboffener Bebauung | Innere Herlasgrüner Straße 49 (Karte)    | Um 1900 | Mit Laden, städtebaulich bedeutsamer Klinkerbau, baugeschichtlicher Wert. Gelber Klinker, polygonale Eckausbildung, aufwändige Fassadengestaltung, dreigeschossig. | 09236954 |
| Direkt Bild zu diesem Denkmal hochladen | Verwaltungsgebäude einer ehemaligen Fabrik | Johann-Sebastian-Bach-Straße 15 (Karte)  | Um 1920 | Architektonisch qualitätvoller Putzbau, von städtebaulicher und ortshistorischer Bedeutung. Dreigeschossig mit Putz-Kolossalgliederung, Ecke rund ausgebildet, Werksteinsockel, verzierte Haustür zweiflügelig, Fenster mit sprossengeteilten Oberlichtern, Mansarddach mit Überstand und gut proportionierten Gaupen. | 09238742 |
| Direkt Bild zu diesem Denkmal hochladen | Ehemaliges Schulgebäude in halboffener Bebauung (Gewerbliche Berufsschule Treuen) | Johann-Sebastian-Bach-Straße 17 (Karte)  | Nach 1920 | Repräsentativer, reich gegliederter Putzbau mit Dachreiter, Reformstil-Architektur, baugeschichtlich und ortsgeschichtlich von Bedeutung. Zentraler übergiebelter Risalit über fünf Achsen, Mansardwalmdach, Eingang überdacht durch Balkon, zweiflügelige Holzkassettentür mit Oberlicht, Stabprofilierung, Sockel Theumaer Schiefer, Dach mit quadratischem Uhrturm. | 09238743 |
| Direkt Bild zu diesem Denkmal hochladen | Friedhof Treuen (Sachgesamtheit) | Johann-Sebastian-Bach-Straße 25 (Karte)  | Vor 1900 | Sachgesamtheit Friedhof Treuen mit folgenden Einzeldenkmalen: sieben Grufthäuser, OdF-Gedenkstein für neun jüdische Frauen sowie Kriegerdenkmal für die Gefallenen des Ersten Weltkrieges (siehe Einzeldenkmale 09238741), weiterhin gärtnerisch gestaltete Friedhofsanlage sowie Friedhofsmauer und Aufbahrungshalle (Sachgesamtheitsteile); gut erhaltene Anlage mit wertvollem Bestand an Grufthäusern von ortsgeschichtlicher Bedeutung | 09300593 |
| Direkt Bild zu diesem Denkmal hochladen | Sieben Grufthäuser, OdF-Gedenkstein für neun jüdische Frauen sowie Kriegerdenkmal für die Gefallenen des Ersten Weltkrieges (Einzeldenkmale zu ID-Nr. 09300593)                                        | Johann-Sebastian-Bach-Straße 25 (Karte)  | Bezeichnet mit 1882 (Grufthaus Hendel); vor 1900 (Friedhof); nach 1918 (Kriegerdenkmal); 1947 (OdF-Gedenkstein) | Einzeldenkmale der Sachgesamtheit Friedhof Treuen; kulturhistorisch sowie ortshistorisch bedeutsame Bestandteile des Friedhofes. - Grufthaus Hendel: kannelierte Pilaster, Rundbogentür, Satteldach, zweiflügelige Tür, seitlich je eine Nische - Zwei weitere Grufthäuser: kleine Putzbauten, Segmentbogentür, für Familien Rohleder, Winkelmann, Herold und andere, beide mit Holztoren (zweite Hälfte 19. Jahrhundert) - Grufthaus Familie Piering - Grufthaus Familie Schreitereich - Grufthaus Friedrich T. Rannacher: architektonisch qualitätvoll mit schmiedeeisernem Tor, zweiflügelig, zwei Nischen mit muschelartiger Verdachung, dort eingestellte Vasen, Meanderfries, Zahnschnittfries und anderes - Erbbegräbnis Familie Maurermeister Christian Karl Blei: schwarzer Marmor, schmiedeeisernes Tor - Kriegerdenkmal für die Gefallenen des Ersten und Zweiten Weltkrieges: Inschrift „Ihren im Weltkriege gefallenen Helden Söhnen die dankbare Stadt Treuen 1914–1918/1939–1945“, überlebensgroße Adlerdarstellung, Plastik aus Heilmanns Bildhauerei, Reichenbach/Vogtland - Gedenkstein für neun namenlose jüdische Frauen: Granit, 1947, Stern darunter Inschrift „Zum Gedenken an die neun namenlosen/ Jüdischen Frauen/ die auf dem Wege in die Verbannung/ auf Weißensander Flur ermordet wurden“, darunter die Inschrift „Den Toten die Lorbeer, den Lebenden die Pflicht“ | 09238741 |
| Direkt Bild zu diesem Denkmal hochladen | Ehemaliges Jugendheim, später Veranstaltungsbau (Goethehalle) | Johann-Sebastian-Bach-Straße 28a (Karte) | Um 1937 | Zweiflügeliges Gebäude, erbaut als HJ-Heim, in den Formen des Heimatstils der 1930er Jahre, baugeschichtlich und ortsgeschichtlich von Bedeutung. Erbaut als Heim der Hitlerjugend, zwei massive Putzbauten über Eck mit vergleichsweise hohen Satteldächern, darin in einem Flügel eine Reihe stehender kleiner Gaupen, Sandsteingewände mit Schlusssteinen der zeittypisch segmentbogigen Eingänge. Im giebelständigen Bau befindet sich ein Saal, daher Reihe großer Fenster, im traufständigen Bau zwei Geschosse durch kleinere Fenster markiert. Fenstersprossung nach Renovierung im originalen Sinne. Das zweiflügelige ehemalige Heim für die Hitlerjugend ist ein Kulturdenkmal aus baugeschichtlichen und ortsgeschichtlichen Gründen. Es ist errichtet in den Formen des Heimatstils der 1930er Jahre. Zwei massive Putzbauten (traufständig das jetzige „Bürgerhaus“) über Eck mit vergleichsweise hohen Satteldächern, darin in einem Flügel eine Reihe stehender kleiner Gaupen, formen zusammen mit einem nicht mehr denkmalwürdigen dritten Gebäude eine Art Ehrenhof. Auf der Rückseite schließt eine Sportanlage aus der gleichen Zeit an. Die zeittypisch segmentbogigen Eingänge sind durch Sandstein-Schlusssteine akzentuiert. Im giebelständigen Bau befindet sich ein Saal (Decke Ingenieur-Holzkonstruktion), worauf von außen eine Reihe großer Fenster hindeutet. Im traufständigen Bau sind zwei Geschosse durch kleinere Fenster gekennzeichnet. Der zeittypische Bau markiert trotz ursprünglich völkischer Nutzung formal eine Entwicklungsstufe in der Geschichte kommunaler Veranstaltungsbauten, einer Bauaufgabe, die sich bis ins 19. Jahrhundert zurückverfolgen lässt. Als ein Kristallisationspunkt öffentlichen Lebens von der Nachkriegszeit bis heute hat der Bau zudem ortsgeschichtliche Bedeutung. Die Namensgebung „Goethehalle“ erfolgte 1948. Die Denkmalwürdigkeit des Objektes resultiert zum einen aus seinem hohen Dokumentationswert. Es hat keine großen baulichen Veränderungen gegeben und nach 1990 erfolgte sogar eine Renovierung im originalen Sinne (zum Beispiel Berücksichtigung der originalen Fenstersprossung). All dies ergibt bereits einen Seltenheitswert, weil die Anzahl zeitgenössischer Gebäude ähnlichen Erhaltungszustands gering geworden ist. Selten ist es weiterhin, dass der Bau noch zu Kriegszeiten (1941 oder 1942) vollendet werden konnte. | 09306368 |
| Direkt Bild zu diesem Denkmal hochladen | Textilfabrik | Johann-Sebastian-Bach-Straße 30 (Karte)  | Um 1930 | Authentisch in den Formen der 1920er/1930er Jahre, baugeschichtlich und ortsgeschichtlich von Bedeutung. Zwei- bis dreigeschossiger Putzbau mit interessanter Kubaturengliederung: das Treppenhaus mittels schmaler Kubatur an der Schmalseite vorgezogen und sich über das zweigeschossige Gebäude aus dessen Walmdach entwickelnd, Eingang über Eck hinter Freitreppe mit stark rustizierendem Pfeiler und Rundbögen bereits dem Heimatstil der 1930er Jahre entsprechend, die bündige Fensterreihung mit kleinteiliger originaler Sprossung dagegen Erbe der sogenannten Klassischen Moderne, zwei erhaltene Schlagläden und hölzerner Dachhecht wiederum traditionell. | 09306369 |
| Direkt Bild zu diesem Denkmal hochladen | Ehemaliges Elektrizitätswerk | Karlstraße 4 (Karte)                     | Um 1905 | Städtebaulich bedeutsamer Industriebau in zeittypischer Gestaltung mit Einflüssen des Schweizerstils, ortsgeschichtlich und technikgeschichtlich von Bedeutung. Zweigeschossiger roter Klinkerbau mit überstehendem Satteldach, mit zwei unterschiedlich breiten, dreigeschossigen übergiebelten Risaliten (fünf und zwei Achsen), Segmentbogenfenster gelb bekrönt, Fenster im ursprünglichen Sinne saniert, durch Putzflächen wird optisch an beiden Risalitgiebeln der Eindruck von Stufengiebeln erzeugt. | 09236979 |
| Weitere Bilder                          | Evangelische Stadtkirche St. Bartholomäus (mit Ausstattung), Luthereiche mit Gedenkstein auf dem alten Kirchhof                                                                                        | Kirchgasse 7 (Karte)                     | 1809 (Kirche); 1917 (Luthereiche); 1933 (Lutherstein)                                                           | Große Saalkirche mit Ostturm, klassizistischer Putzbau, baugeschichtlich, ortsgeschichtlich und ortsbildprägend von Bedeutung. Mit dreigeschossigen Emporen, im Nordosten älterer Turm, im Erdgeschoss Spitztonnengewölbe, Turm auf rechteckigem Grundriss mit Strebepfeilern, fortgesetzt polygonal ab First, abgeschlossen durch Welsche Haube mit Laterne, Kirchenschiff mit Risalit und Dreieckgiebel, Rundbogenfenster in zwei Reihen, Satteldach, Sockel Werkstein, Luthereiche gepflanzt 1917, Eingangsportale an Nord- und Südseite, im Westen Orgelempore, halbrund vorspringend auf kannelierten Säulen, Emporen zwischen Pfeiler gespannt, Kanzelaltar, dort auch kannelierte Pfeiler und Säulen, mit Akanthusblättern verziert, im Turmuntergeschoss Sakristei, Saal durch Spiegelgewölbe abschließend, Stuckdecken, Emporenbrüstungen Holz mit einfachen Stuckverzierungen, Orgel von Eule, Turmunterbau um 1180, Aufsatz barock. | 09236956 |
| Direkt Bild zu diesem Denkmal hochladen | Kantorat, ursprünglich Kirchschule, und Wassertrog am Haus | Kirchgasse 9 (Karte)                     | Bezeichnet mit 1769 (Kantorat); bezeichnet mit 1849 (Wassertrog)                                                | Putzfassade mit schlichtem Portal, ortshistorisch bedeutsames Gebäude von hohem städtebaulichem Wert. Zweigeschossig, massiv, Türportal aus Erbauungszeit, zum Teil noch Kreuzstockfenster, städtebaulich wichtig aufgrund Nachbarschaft zur Kirche, stadtgeschichtlich wichtig als kirchlicher Verwaltungsbau, zweigeschossig, fünf Achsen, Krüppelwalmdach, Altdeutsche Schieferdeckung, Granitwassertrog (bezeichnet mit „1849 v.F.“) vom Rittergut Treuen Oberen Teils hierher versetzt. | 09236955 |
| Direkt Bild zu diesem Denkmal hochladen | Wohnhaus in offener Bebauung | Kirchgasse 19 (Karte)                    | Nach 1800 | Eingeschossiger Putzbau, Giebel Fachwerk verschiefert, als Teil der ursprünglichen Altstadtbebauung von stadtgeschichtlicher Bedeutung. Katenartig, mit Satteldach, Fachwerkgiebel mit Ziegelausfachung, Türeinfassung als Putzfasche. | 09236958 |
| Direkt Bild zu diesem Denkmal hochladen | Ehemaliges Gefängnis, heute Wohnhaus in offener Bebauung | Kirchgasse 28 (Karte)                    | Bezeichnet mit 1832                                                                                             | Obergeschoss Fachwerk verkleidet, Korbbogenportal, städtebaulich und stadtgeschichtlich bedeutsames Gebäude. Zweigeschossiger Fachwerkbau mit zum Teil verschiefertem Obergeschoss, Erdgeschoss massiv aus Bruchsteinen und verputzt, am Türstock bezeichnet mit 1832, Türen und Fenster verändert, aber die Größen beibehalten, Krüppelwalmdach, eine Giebelseite verschiefert, Stichbogenportal mit Schlussstein. | 09236957 |
| Direkt Bild zu diesem Denkmal hochladen | Wohnhaus in geschlossener Bebauung und Hinterhofbebauung | Königstraße 2 (Karte)                    | Bezeichnet mit 1833, Kern wohl älter                                                                            | Fachwerkbau mit schönem Korbbogenportal, mit hohem städtebaulichem und bauhistorischem Wert. Zweigeschossig, zweiflügelige Haustür mit Oberlicht, barocke Kreuzstockfenster im Sinne des Originals erneuert, beide Geschosse Fachwerk, Erdgeschoss aber zum Teil massiv, Satteldach einer Seite gewalmt, Hinterhofbebauung verputzt, Seitengebäude mit vorkragendem Obergeschoss, dort teilweise Fachwerk. Scheune: Fachwerk verbrettert und Satteldach (abgebrochen). | 09236557 |
| Direkt Bild zu diesem Denkmal hochladen | Wohnhaus in halboffener Bebauung | Königstraße 3 (Karte)                    | Um 1830 | Fachwerk-Obergeschoss verputzt, Giebelseite verschiefert, mit städtebaulichem und bauhistorischem Wert. Erdgeschoss massiv, Türportal um 1830, Krüppelwalm- bzw. Satteldach. | 09236558 |
| Direkt Bild zu diesem Denkmal hochladen | Wohnhaus in halboffener Bebauung | Königstraße 8 (Karte)                    | Um 1890 | Mit Ladeneinbauten, zeittypischer historisierender Klinkerbau, baugeschichtlich von Bedeutung. Zweigeschossig, gelber Klinkerbau, kräftiges verkröpftes Gesims, Putz- oder Sandsteinbänder, Fensterverdachung waagerecht Fensterverdachung und Dreieckgiebel im ersten Obergeschoss, Kranzgesims mit farbigen Klinkern und Zickzackfries verziert, im Erdgeschoss Tür und Fenster abgeschlossen durch Segmentbogen, zweiachsige Seitenrisalite eine Ziegelbreite flach, Laden rechts in seiner heutigen Form unpassend. | 09236559 |
| Direkt Bild zu diesem Denkmal hochladen | Wohnhaus in offener Bebauung | Königstraße 9 (Karte)                    | Um 1870 | Repräsentativer, zeittypischer Putzbau im Rundbogenstil des mittleren 19. Jahrhunderts, Wohnhaus des ehemaligen Gerichtsdirektors und Gerichtsarchiv, ortsgeschichtlich von Bedeutung. Gleiche Gestaltung und gleiche Bauzeit wie Gericht, im Obergeschoss ursprünglich Wohnung des Gerichtsdirektors, im Erdgeschoss vermutlich Archivräume, zweigeschossiger Putzbau im Rundbogenstil, Lisenengliederung über Erdgeschoss-Putzrustika, Haustür zweiflügelig mit Oberlicht, flaches Satteldach heute mit überdimensionierten Gaupen. | 09236561 |
| Direkt Bild zu diesem Denkmal hochladen | Mietshaus in geschlossener Bebauung | Königstraße 14 (Karte)                   | Bezeichnet mit 1891                                                                                             | Klinkerfassade mit Erker, architektonisch qualitätvoller Bau, mit städtebaulichem und baugeschichtlichem Wert. Teil eines gleich gestalteten Straßenzuges, daraus resultiert städtebaulicher Wert, dreigeschossig, zwei Seitenrisalite, an einem Hauseingang und zweigeschossiger, in Dachgeschoss ragender Erker mit Pyramidendach, orangeroter Klinker mit dunkelroten Klinkerverzierungen, Sockel Polygonmauerwerk, Rundbogenfenster, kräftige Gesimse, im Erdgeschoss Fensterfront durch vermutlich nachträglichen Ladeneinbau verändert, schöne originale, reich verzierte Haustür, zweiflügelig mit Oberlicht, am zweiten Obergeschoss bezeichnet mit „C. M. 1891“ mit Kranzverzierung, Kastenerker auf kräftigen Konsolsteinen, Gauben original. | 09236562 |
| Direkt Bild zu diesem Denkmal hochladen | Mietshaus in geschlossener Bebauung | Königstraße 15 (Karte)                   | Bezeichnet mit 1890                                                                                             | Mit Laden, historistisches Gebäude in Klinkerbauweise, mit städtebaulichem und baugeschichtlichem Wert. Dreigeschossig, fünf Achsen, Klinkermischbauweise, Ladenzone im Erdgeschoss mit Bossenquaderung, Gesims, bezeichnet mit „A. B. 1890“, drei kleine Gauben, Fenster erneuert, Kragsteine am Kranzgesims. | 09236565 |
| Direkt Bild zu diesem Denkmal hochladen | Mietshaus in geschlossener Bebauung | Königstraße 16 (Karte)                   | Bezeichnet mit 1893                                                                                             | Mit Laden, architektonisch qualitätvoller, historistischer Klinkerbau, städtebaulich und baugeschichtlich von Bedeutung. Dreigeschossig, Seitenrisalit mit Hauseingang und Balkonen, Balkongeländer Balustrade, orangeroter Klinker, kräftiges Gurtgesims, zwei Fenster im Obergeschoss als Blindfenster mit ornamentalen Verzierungen, Fensteroberlichter mit Muschelverzierungen und anderer Zierrat, Sockel Polygonmauerwerk. | 09236563 |
| Direkt Bild zu diesem Denkmal hochladen | Mietshaus in halboffener Bebauung | Königstraße 17 (Karte)                   | Um 1890 | Historistisches Gebäude in Klinkermischbauweise, mit städtebaulichem und baugeschichtlichem Wert. Dreigeschossig, ursprünglich mit Laden, hier Bossenquaderung, roter Klinker in beiden Obergeschoss, vier Achsen, Kragsteine am Kranzgesims, Eckquaderung in Obergeschoss, zwei Gauben mit Zwillingsfenstern, Fenster und Haustür erneuert. | 09236566 |
| Direkt Bild zu diesem Denkmal hochladen | Mietshaus in geschlossener Bebauung | Königstraße 18 (Karte)                   | Um 1890 | Mit Laden, historistischer Klinkerbau, mit städtebaulichem und baugeschichtlichem Wert. Dreigeschossig, sechs Achsen, im zweiten Obergeschoss waagerechte Fensterverdachung, im ersten Obergeschoss Fensterverdachung durch Dreieckgiebel und Segmentbögen, zweiflügelige Haustür mit Oberlicht, Ladenzone in Erdgeschoss verändert, kräftig hervortretendes Gesims, drei kleine Gauben. | 09236567 |
|                                         | Postamt in offener Bebauung | Königstraße 19 (Karte)                   | Bezeichnet mit 1891                                                                                             | Mit Hauptfassade zum Postplatz, repräsentativer, platzbildprägender Klinkerbau des Historismus (Holländische Renaissance), mit hohem städtebaulichem, ortshistorischem und baugeschichtlichem Wert. Zweigeschossiger roter Klinkerbau mit Sandsteinornament (vor allem Quaderungen der Ecken nach holländischem Vorbild), die traufständige Schaufassade zum Postplatz akzentuiert durch zentralen polygonalen, um ein Geschoss erhöhten Risalit mit zentralem Eingang, Uhr auf Sandstein-Blendgaupe und steilem pyramidalem Dach, die die lange Seitenfront rahmenden Giebel bekrönt durch Halbkreisgesimse, in Albrecht-Dürer-Straße eingeschossiger Seitenflügel, reiche Innenausstattung, Gebäude saniert (2014). | 09236570 |
| Direkt Bild zu diesem Denkmal hochladen | Mietshaus in geschlossener Bebauung | Königstraße 20 (Karte)                   | Bezeichnet mit 1894                                                                                             | Mit Laden, Klinkerfassade mit zentralem Kastenerker, architektonisch qualitätvoller Bau des Historismus, städtebaulich und baugeschichtlich von Bedeutung. Fünf Achsen, drei Geschosse, Erdgeschoss mit Laden, dieser unwesentlich verändert, kräftiges Gesims, orangeroter Klinker mit dunkelrotglasierten Ziegeln verziert, Mittelachse mit mehrgeschossigem Erker ab dem ersten Obergeschoss, teils als Balkon mit Pilastern und Verdachung mit Dreieckgiebel, zwei flankierende kleine Gaupen original, Fenster im ersten Obergeschoss mit geradem, durch Putzornament bekröntem Sturz, im zweiten Obergeschoss segmentbogig. | 09236568 |
| Direkt Bild zu diesem Denkmal hochladen | Mietshaus in geschlossener Bebauung | Königstraße 22 (Karte)                   | Um 1890 | Historistischer Klinkerbau mit städtebaulichem und baugeschichtlichem Wert. Fünfachsig, orangeroter Klinker, Fenster im originalen Sinne mit T-Sprossung, zweiflügelige Haustür mit Oberlichtern original, waagerechte Fensterverdachungen, Gurtgesims, sparsame Verzierung durch dunkelrotglasierte Ziegel, drei Gauben. | 09236569 |
| Direkt Bild zu diesem Denkmal hochladen | Mietshaus in Ecklage und in geschlossener Bebauung | Königstraße 28 (Karte)                   | Bezeichnet mit 1890                                                                                             | Historistischer Klinkerbau mit städtebaulichem (Teil des Postplatzes) und baugeschichtlichem Wert. Ecke ursprünglich vermutlich mit Laden, Tür und Fenster hier zugesetzt, auch Balkone verschwunden, Fensterverdachung in beiden Obergeschoss mit waagerechtem Gebälk, Dreieckgiebel und Segmentbögen, Gurtgesims, originale Haustür, gelber Klinker. | 09236571 |
| Direkt Bild zu diesem Denkmal hochladen | Meilenstein | Lengenfelder Straße (Karte)              | 19. Jahrhundert                                                                                                 | Königlich-Sächsischer Meilenstein, vermutlich Halbmeilenstein, Denkmal der Verkehrsgeschichte. Durch Erdreich halb verdeckt, ohne Krone. | 09238751 |
| Direkt Bild zu diesem Denkmal hochladen | Wohnhaus in offener Bebauung | Lengenfelder Straße 9a (Karte)           | 1936 | Holzhaus in Fertigteilbauweise, baugeschichtlich von Bedeutung. Rechteckiger Grundriss, zweigeschossig, Walmdach, Eingangsvorbau und Holzveranda, Keller Mauerwerk. | 09238722 |
| Direkt Bild zu diesem Denkmal hochladen | Wohnhaus in offener Bebauung | Lengenfelder Straße 9b (Karte)           | 1936 | Bemerkenswertes Holzhaus (?) in Fertigteilbauweise, baugeschichtlich von Bedeutung. Zweigeschossig, Veranda, Fenstererker und Balkon, liegende Fensterformate, Fensterläden, Walmdach mit Dachhecht, Keller Mauerwerk, einer der wenigen Bauten dieser Firma im Regierungsbezirk Chemnitz, moderne Gestaltung mit traditionellen Elementen wie Dachform, Gaubenform und Fensterläden. | 09238721 |
| Direkt Bild zu diesem Denkmal hochladen | Schule (Weiße Schule, Neue Bürgerschule, heute Marienschule) | Marienstraße 1 (Karte)                   | 1913–1914 | Repräsentativer Putzbau, Reformstil-Architektur, baugeschichtlich und ortsgeschichtlich von Bedeutung. Dreigeschossig, über Werksteinsockel das Erdgeschoss und ersten Obergeschoss verputzt, das zweite Obergeschoss verschiefert und bereits in die heterogene Dachgestaltung einbezogen, Dach akzentuiert durch zwei seitliche dominante Dreiecksgiebel, dazwischen beidseitig drei Gaupen, Dachreiter sowohl als Bekrönung des Hauptbaus wie auch des Anbaus, Seitenrisalite als „Auslucht“, am neobarocken Hauseingang Darstellung zweier Kinder, Haustür zweiflügelig mit Ziervergitterung des Glaseinsatzes und des Oberlichtes aus Erbauungszeit, Freitreppe. | 09238744 |
| Direkt Bild zu diesem Denkmal hochladen | Wohnhaus in Ecklage und in geschlossener Bebauung | Markt 1 (Karte)                          | 2. Hälfte 19. Jahrhundert                                                                                       | Mit Laden, architektonisch qualitätvoller Putzbau, städtebaulich und baugeschichtlich von Bedeutung. Zweigeschossig mit spätklassizistischen Einflüssen, der fast quadratische Baukörper zweigeschossig, Erdgeschoss mit Putznutung und Rundbogenfenstern, nachträglicher Einbau von Läden mit Segmentbogenfenstern, der ursprüngliche Mitteleingang an Marktfront heute zugesetzt und durch großes Rundbogenfenster ersetzt, Tordurchfahrt, im Obergeschoss Fenster mit geradem Sturz und gerader leichter Verdachung, Walmdach mit mehreren stehenden Gaupen. | 09236587 |
| Direkt Bild zu diesem Denkmal hochladen | Wohnhaus in geschlossener Bebauung und Türportal am Hintergebäude | Markt 2 (Karte)                          | Um 1800 (Portal am Hinterhaus); 2. Hälfte 19. Jahrhundert, später überformt (Wohnhaus)                          | Mit Tordurchfahrt, zeittypischer Putzbau, mit städtebaulichem Wert. Zweigeschossiger traufseitiger Putzbau mit Drempel, großer mittiger Eingang mit Segmentbogen, zweiflügelige Haustür mit Oberlicht, in Tordurchfahrt Holzpflasterung, Ladeneinbauten und Segmentbogenfenster Erdgeschoss entstanden wohl um 1910, zentrales Dachhaus mit Dreiecksgiebel, Satteldach ohne weitere Ausbauten. Am Hintergebäude Portal aus beginnendem 19. Jahrhundert, vermutlich vom Vorgängerbau stammend, um 1800, korbbogenartig, Schlussstein. | 09236586 |
| Direkt Bild zu diesem Denkmal hochladen | Wohnhaus in Ecklage und in geschlossener Bebauung | Markt 3 (Karte)                          | 2. Hälfte 19. Jahrhundert                                                                                       | Markanter, klassizistisch wirkender Putzbau, baugeschichtlich und städtebaulich von Bedeutung | 09236585 |
| Direkt Bild zu diesem Denkmal hochladen | Wohnhaus in Ecklage | Markt 4 (Karte)                          | 2. Hälfte 19. Jahrhundert                                                                                       | Obergeschoss Fachwerk verputzt, zum historischen Stadtkern gehörendes Gebäude, mit stadtgeschichtlichem und städtebaulichem Wert. Zweigeschossig, Erdgeschoss massiv, Tür verändert, vermutlich Verlängerung des alten Gebäudes, Krüppelwalmdach, zwei kleine Gaupen. | 09236582 |
|                                         | Rathaus in geschlossener Bebauung | Markt 7 (Karte)                          | Im Kern 1859–1861; 1914–1915, bezeichnet mit 1914                                                               | Repräsentativer Putzbau mit Turm, im Reform- und Heimatstil, baugeschichtlich, ortsgeschichtlich und städtebaulich von Bedeutung. Dreigeschossiger massiver Putzbau mit zentralem polygonalen Uhrenturm (Welsche Haube, Laterne, Umgang mit Ziergitter, Wetterfahne bezeichnet mit 1914) vor der Fassade und über rustiziertem dreibogigen Eingang als Vorlaube, die rechte Seite mit großem Giebel, der ins schiefergedeckte Mansarddach hineinragt, linke Seite akzentuiert durch drei Gaupen, Bleiglasfenster, sehr gute Ausstattung, Gewölbe im Inneren, Saal mit Bleiglasfenstern, im Erdgeschoss Rundbogenfenster, an dieser Stelle ehemaliges Schulhaus mit Kern um 1860, bis 1904 als Schule genutzt. | 09236584 |
| Direkt Bild zu diesem Denkmal hochladen | Pfarrhaus | Pfarrstraße 4 (Karte)                    | Ende 18. Jahrhundert                                                                                            | Verputzter Bruchsteinbau mit barockem Türportal, stadtgeschichtlich und städtebaulich bedeutend. Zweigeschossiger massiver Putzbau, Reste originales Türportal, im Erdgeschoss Spätbarock (innen zwei Eisentüren mit originalen Beschlägen und Rosendarstellung, Türlaibung mit Korbbogen), Bruchsteinmauerwerk, Krüppelwalmdach, durch Lage in Kirchen- und Marktnähe hoher städtebaulicher sowie stadtgeschichtlicher Wert. | 09236969 |
| Direkt Bild zu diesem Denkmal hochladen | Wohnhaus in offener Bebauung | Pfarrstraße 26 (Karte)                   | Vor 1800 | Obergeschoss Fachwerk verputzt, stadtgeschichtlicher Wert als Teil Altstadtbebauung, baugeschichtlich von Bedeutung. Erdgeschoss massiv und verändert, profiliertes Kranzgesims, Giebeldreiecke leicht vorspringend, Satteldach mit Aufschieblingen, Mitteleingang nicht mehr vorhanden, Fenster erneuert. | 09236974 |
| Direkt Bild zu diesem Denkmal hochladen | Mietshaus in geschlossener Bebauung | Postplatz 1 (Karte)                      | Um 1890 | Mit Laden, Klinkerfassade mit Erker, Gebäude mit städtebaulichem Wert, baugeschichtlich von Bedeutung. Dreigeschossig, fünf Achsen, Klinkermischbauweise, Putzquaderung und Putznutung im Erdgeschoss, eingeschossiger Erker an mittleren Fensterachse auf kräftigen Konsolsteinen, darüber Balkon mit Steinbrüstung, Eingangsbereich überhöht mit Kragsteinen und Dreiecksgiebeln, schöne zweiflügelige Haustür mit Oberlicht, Ladenzone verändert, Sockel Polygonmauerwerk. | 09236574 |
| Direkt Bild zu diesem Denkmal hochladen | Mietshaus in geschlossener Bebauung | Postplatz 2 (Karte)                      | Um 1890 | Zeittypischer Klinkerbau, wichtig für Platzbild, baugeschichtlich und städtebaulich von Bedeutung. Sechsachsig, dreigeschossig, dunkelroter Klinker, flacher zweiachsiger Mittelrisalit, verkröpftes Gesims zwischen jedem Geschoss, waagerechte Fensterverdachung im zweiten Obergeschoss, erstes Obergeschoss Verdachung durch Dreieckgiebel und Segmentgiebel, Haustür nicht denkmalgerecht. | 09236573 |
| Direkt Bild zu diesem Denkmal hochladen | Mietshaus in geschlossener Bebauung | Postplatz 3 (Karte)                      | Um 1905 | Anklänge an den Jugendstil, städtebaulich und baugeschichtlich von Bedeutung. Dreigeschossig, rot gefärbte Kunststeinverkleidung, Lisenengliederung, sechs Achsen, Mittelteil Gebäude durch polygonalen Dacherker überhöht, Eingangsbereich rundbogig abschließend, zweiflügelige Haustür mit Oberlicht, über Eingang verglaster Balkon mit Steinbrüstung. | 09236572 |
| Direkt Bild zu diesem Denkmal hochladen | Wohnhaus in Ecklage und in halboffener Bebauung | Poststraße 1 (Karte)                     | Um 1905 | Ursprünglich vermutlich mit Restaurant im Erdgeschoss, platzbildbestimmender Putzbau mit Fachwerkgiebeln, Eckbetonung durch Turmerker, baugeschichtlich und städtebaulich von Bedeutung. Zweigeschossig mit verbrochener Ecke, hier Erker, der in Turmbau mit Zierfachwerk und Haube endet, Ecke weiterhin akzentuiert durch zwei Fachwerkgiebel über den jeweils zwei folgenden Achsen, Erdgeschoss mit Spitzbogenfenstern, Tür an Ecke nicht erhalten, Vorhangbogenfenster im ersten Obergeschoss, Drempel mit Zierfachwerk, im Inneren Jugendstiltüren, Kellerfenster mit originalen Vergitterungen. | 09236577 |
| Direkt Bild zu diesem Denkmal hochladen | Mietshaus in Ecklage und in geschlossener Bebauung | Poststraße 2 (Karte)                     | Um 1890 | Städtebaulich wichtig, baugeschichtlich von Bedeutung. Dreigeschossiger Bau mit roter Klinkerfassade mit dunkelrot glasierten Ziegeln als Ornament, Erdgeschoss durch Garageneinbauten stark verändert, Fensterbekrönungen der Obergeschosse durch Putzelemente, das flach geneigte Dach mit stehenden Gaupen. | 09236575 |
| Direkt Bild zu diesem Denkmal hochladen | Mietshaus in halboffener Bebauung | Poststraße 4 (Karte)                     | Um 1890 | Rote Klinkerfassade mit dunkelrot glasierten Ziegeln als Ornament, baugeschichtliche Bedeutung. Dreigeschossiger Bau von vier Achsen, originales Haustürblatt, Fensterbekrönungen der Obergeschosse durch Putzelemente, das flach geneigte Dach mit stehenden Gaupen. | 09236576 |
| Direkt Bild zu diesem Denkmal hochladen | Wohnhaus in offener Bebauung | Rosenstraße 13 (Karte)                   | 1. Hälfte 19. Jahrhundert                                                                                       | Eingeschossiges Gebäude in ländlicher Bauart, mit Fachwerkgiebel und Umschrot, baugeschichtlich von Bedeutung. Fachwerkhaus, giebelständig, steiles Satteldach mit späterer Gaupe, Giebel ebenfalls Fachwerk. | 09300875 |
| Direkt Bild zu diesem Denkmal hochladen | Villa | Rudolf-Breitscheid-Straße 2 (Karte)      | Um 1905 | Repräsentativer Putzbau auf unregelmäßigem Grundriss mit qualitätvoller Fassadengestaltung und seitlichem Turm, Reformstil-Architektur, baugeschichtlich von Bedeutung. Zweigeschossig über Werksteinsockel mit ziervergitterten Kellerfenstern, mit dominanten Dreiecksgiebeln an zwei Seiten mit stabartiger Putzgliederung, Erdgeschoss mit Bogenfenstern, Obergeschoss mit geradem Sturz und Erker, mit dominantem Treppenhausturm mit Pyramidenhelm, die beiden Baukörper verbindet eine rundbogige Eingangssituation, darüber hölzerner Wintergarten. | 09238740 |
| Direkt Bild zu diesem Denkmal hochladen | Wohnhaus (mit Blockstube) | Schillerstraße 8 (Karte)                 | 1. Drittel 19. Jahrhundert                                                                                      | Zu den ältesten Wohnhäusern Treuens gehörendes Wohnhaus von baugeschichtlicher Bedeutung | 09307299 |
| Weitere Bilder                          | Herrenhaus des ehemaligen Rittergutes Treuen oberen Teils | Schloßweg 1a (Karte)                     | Um 1915 | Repräsentativer Putzbau, im Reformstil, von baugeschichtlicher, regionalhistorischer und städtebaulicher Bedeutung. Schlossartig, zweigeschossig, halbrunde Veranda hangseits mit Halbsäulen, darüber Balkon mit Eisengeländer, an beiden Seiten Mittelrisalit, hangseits mit Frontgiebel, halbrund abschließend, im Bogenfeld Wappen mit Löwendarstellung, Mansardwalmdach, Gauben mit Satteldächern, seitlich überdachter Hauseingang mit Balkon darüber, Pilaster- bzw. Lisenengliederung, Treppenhaus mit Bleiglasfenstern 1920er Jahre, innen große hölzerne Treppe mit Galerie. | 09238750 |
| Weitere Bilder                          | Herrenhaus des ehemaligen Rittergutes Treuen unteren Teils | Schreiersgrüner Straße 2 (Karte)         | Nach 1595 | Bemerkenswerter Fachwerkbau, Treppenturm mit Welscher Haube, alte Fachwerkkonstruktion mit Andreaskreuzen, baugeschichtlich, ortsgeschichtlich und ortsbildprägend von Bedeutung. In drei Bauabschnitten errichtet, massive Erdgeschoss mit zwerchhausartigen Giebelaufbauten nach 1595, Keller tonnengewölbt, im Obergeschoss Stempelstuck um 1625, Gutskomplex nach 1945 abgebrochen. | 09238749 |
|                                         | Ehemaliges Amtsgericht | Straße der Jugend 1 (Karte)              | Ende 19. Jahrhundert                                                                                            | Putzfassade zwischen Spätklassizismus und Rundbogenstil, baugeschichtlich und ortsgeschichtlich von Bedeutung. Zweigeschossig, Rundbogenfenster, profiliertes Gurtgesims, Kranzgesims sowie Fensterbankgesims, dreiachsiger Mittelrisalit leicht vorspringend, gesamt sieben Achsen, Sockel Werkstein, flachgeneigtes Satteldach mit Überstand, Ziegelmauerwerk. | 09236970 |
| Direkt Bild zu diesem Denkmal hochladen | Ehemalige Fronfeste und Amtsgerichtsgefängnis mit Einfriedung | Straße der Jugend 1a (Karte)             | Ende 19. Jahrhundert                                                                                            | Historistischer Klinkerbau im Stil der Neorenaissance, in unmittelbarer Nähe zum Amtsgericht gelegen und mit diesem funktional verbunden, typisch für kommunale Bauten jener Zeit für diesen Zweck, als Zeugnis der kommunalen Gerichtsbarkeit von hoher ortsgeschichtlicher und baugeschichtlicher Bedeutung | 09306886 |
| Direkt Bild zu diesem Denkmal hochladen | Wohnhaus in halboffener Bebauung | Straße der Jugend 3 (Karte)              | Um 1900 | Repräsentativer Historismusbau, städtebaulicher Wert aufgrund dominanter Straßenlage, baugeschichtlich von Bedeutung. Zweigeschossiger Bau mit Klinkerfassade über Werksteinsockel, Erdgeschoss mit Rundbogenfenstern, über starkem Gurtgesims Obergeschoss mit geraden Verdachungen, die Seiten betont durch Kuppelungen der Fenster und Lisenen in Form von Diamantquadern, weitere Sandsteinelemente, französisches Mansarddach mit regelmäßigen stehenden Gaupen, im Erdgeschoss vermutlich ursprünglich Fabrikationsräume, im Obergeschoss Büro- und Wohnräume, Hauseingang an Giebelseite, über Eingang Zwillingsfenster mit waagerechter Verdachung. | 09236971 |
| Direkt Bild zu diesem Denkmal hochladen | Wohnhaus in geschlossener Bebauung | Straße der Jugend 5 (Karte)              | Um 1900 | Klinkerfassade mit Loggia, wissenschaftlich-dokumentarischer Wert als zeittypischer Historismusbau, städtebaulicher Wert als Teil eines Bauensembles, baugeschichtlich von Bedeutung. Zweigeschossiger, breitgelagerter orangeroter Klinkerbau mit Loggia über Eingang, reiche Verzierung der Fenster mit Putz/Sandsteinelementen, kräftiger optische Trennung der Geschosse durch Gesims, schiefergedecktes französisches Dach mit regelmäßigen Gaupen, Seitenrisalit mit Pyramidenstumpfdach, Haustür zweiflügelig mit Ziervergitterung und reicher Verzierung. | 09236972 |
| Direkt Bild zu diesem Denkmal hochladen | Wohnhaus in halboffener Bebauung | Straße der Jugend 7 (Karte)              | Um 1900 | Zeittypischer Historismusbau, vorwiegend städtebaulicher Wert als Ergänzung des zeitgleichen Bauensembles, baugeschichtlich von Bedeutung. Breitgelagerter zweigeschossiger Klinkerbau mit Sandstein-/Putzelementen, waagerechte Fensterverdachung und Dreieckgiebelverdachung, Hauseingang verändert, Satteldach mit regelmäßigen stehenden Gaupen. | 09236973 |
|                                         | Brauerei mit Wohnhaus, Mälzerei, Sudhaus, Stallungen, Kühlteich und Dampfmaschine sowie technischer Ausstattung (Privatbrauerei Blechschmidt)                                                          | Straße der Jugend 33 (Karte)             | Um 1900 | Putzbauten mit Ziegelgliederung, im weitgehend ursprünglichen Zustand erhaltene Brauerei, von technikhistorischer und stadtgeschichtlicher Bedeutung. Seit 1926 in Familienbesitz. Bestandteile: Mälzerei 1898, Sudhaus, Wohnhaus, Dampfmaschine aus Zwickauer Maschinenfabrik AG 1904, Kühlteich, Stallungen. Funktionaler Zusammenhang deutlich erkennbar, Klinkermischbauweise, mehrgeschossig, Pilastergliederung, Deutsches Band, Zahnschnittfries, Sohlbänke und Bekrönungen Kranzgesims aus Klinkern, Putzfelder, Fenster teilweise erhalten, Haustüren original. | 09238752 |
|                                         | Stadthaus mit alter Sparkasse und altem Stadtbad (Nr. 1), Wohnhaus und Feuerwehr (Nr. 3) | Walther-Rathenau-Straße 1, 3 (Karte)     | 1928 | Architektonisch aufwändig gestalteter Putzbau mit Klinkergliederung, rückwärtiger Turm in Klinkerbauweise, im traditionalistischen Stil der 1920er Jahre, von hohem städtebaulichem, ortsgeschichtlichem und bauhistorischem Wert. Verschiedene gegeneinander gesetzte Baukörper: - giebelständiges Stadthau:, Putzbau mit rundbogiger Erdgeschoss-Loggia, dominanter Giebel des steilen Satteldaches mit Fensterband und kleinem Schmuckerker, seitlich drei stehende Gaupen mit Satteldächern als Dachhäuser, die Ecken mit Runderkern, Klinkerverzierungen der Erdgeschoss-Zonen - rechtwinklig springt der flachere Seitenflügel der Sparkasse zurück und daran der Baukörper mit Walmdach der Freiwilligen Feuerwehr wieder vor - dahinter, als vertikales Element der Gesamtanlage, der Klinkerbau des Schlauchturms Kleinteilige Fenstersprossungen, viele erhaltene Details, zum Beispiel originale Lampe am Feuerwehrhaus. | 09238739 |
| Direkt Bild zu diesem Denkmal hochladen | Villa | Walther-Rathenau-Straße 2 (Karte)        | Um 1895 | Historisierender Klinkerbau von architektonischer Qualität, städtebaulicher Wert als Bestandteil Villengebiet und aufgrund dominanter Ecklage, baugeschichtlich von Bedeutung. Villa in Kombination zweier gegeneinander gestellter Baukörper mit gelber Klinkerfassade auf polygonal gesetzten Werksteinsockeln: zweigeschossiger, „palasartiger“ Bau mit steilem Pyramidendach und, mit spitzem Dach bekrönt, zweigeschossigem putzfarbenen Erker, rechtwinklig anschließend eingeschossiger Bau mit Mansarddach und regelmäßigen stehenden Gaupen, als dritter Akzent hölzerner Wintergarten, Werksteingliederung unter anderem Fenster- und Türeinfassungen, Konsolsteine am Kranzgesims, Eingangsbereich vereinfacht, originale zweiflügelige Haustür mit Oberlicht. | 09236925 |
|                                         | Villa mit Einfriedung | Walther-Rathenau-Straße 4 (Karte)        | Um 1890 | Späthistoristischer Klinkerbau von architektonischer Qualität, städtebaulicher Wert als Bestandteil Villengebiet, baugeschichtlich von Bedeutung. Zweigeschossiges villenartiges Wohnhaus, gelbe Klinkerfassade mit putzfarbenen Natursteinelementen zur Gliederung und Ornamentierung, zwei dominante, senkrecht zueinander stehende Giebelzonen mit gekuppelten Rundbogenfenstern, dazwischen zweistöckige Loggia als Eingangs- und Balkonzone, Einfriedung: schmiedeeiserner Zaun. | 09236926 |
| Direkt Bild zu diesem Denkmal hochladen | Wohnhaus in offener Bebauung | Walther-Rathenau-Straße 5 (Karte)        | Um 1895 | Historisierender Klinkerbau, wahrscheinlich ehemaliges Wohn- und Verwaltungsgebäude der im Hof anschließenden Fabrikationsgebäude (Fabrikanbau ohne Denkmalwert), baugeschichtlich und städtebaulich von Bedeutung. Roter Klinkerbau aus zwei rechtwinklig gegeneinander gestellten Baukörpern, zweigeschossig, giebelständiger Teil zweiachsig und mit steilem Dreiecksgiebel, dreiachsiger traufständiger Teil schließt sich an, Werksteinsockel-Polygonmauerwerk. | 09236927 |
| Direkt Bild zu diesem Denkmal hochladen | Wohnhaus in offener Bebauung | Walther-Rathenau-Straße 7 (Karte)        | Um 1895 | Historisierender Klinkerbau, baugeschichtlich und städtebaulich von Bedeutung. Zweigeschossiger roter Klinkerbau mit flachem gegiebeltem Mittelrisalit, einst durch Obelisk bekrönt, kräftiges Traufgesims, zwei schöne Gauben mit Leergespärre, Sockel Polygonmauerwerk, Gliederungselemente der Fenster putzfarben. | 09236928 |
| Direkt Bild zu diesem Denkmal hochladen | Wohnhaus in offener Bebauung | Walther-Rathenau-Straße 9 (Karte)        | Um 1905 | Qualitätvoller Klinkerbau, späthistoristische Fassadengliederung, Bestandteil eines geschlossen erhaltenen Straßenzuges, baugeschichtlich und städtebaulich von Bedeutung. Zweigeschossiger roter Klinkerbau mit Krüppelwalm-bedachten Dachhäusern an den Seiten als drittem Geschoss im Mansardwalmdach, putzfarbene Gestaltungselemente, Werksteinsockel mit Bossenquaderung, aufwändige Fensterrahmungen und -proportionierungen. | 09236929 |
| Direkt Bild zu diesem Denkmal hochladen | Wohnhaus in offener Bebauung | Walther-Rathenau-Straße 11 (Karte)       | Um 1905 | Historisierend gestalteter Klinkerbau, baugeschichtlich und städtebaulich von Bedeutung. Zweigeschossiger roter Klinkerbau mit Werksteinsockel, Fenstergewände Beton, Erdgeschoss Segmentbogenfenster, Obergeschoss Rechteckfenster, am Zwerchhaus Zwillingsfenster und Krüppelwalmdach, Haus Krüppelwalmdach, zwei Gauben. | 09236932 |
| Direkt Bild zu diesem Denkmal hochladen | Wohnhaus in offener Bebauung | Walther-Rathenau-Straße 13 (Karte)       | Um 1895 | Zeittypischer historisierender Klinkerbau, Teil einer gleichartigen Straßenzugbebauung, Fabrikanbau besitzt keinen Denkmalwert, baugeschichtlich und städtebaulich von Bedeutung. Zweigeschossiger roter Klinkerbau mit ornamentierenden Putzelementen, Fensterspiegel mit Betonreliefs, Mansardwalmdach, Gauben neubarock, zweiachsiges Zwerchhaus mit Voluten und Segmentbogen, Hauseingang seitlich, Werksteinsockel. | 09236933 |
| Direkt Bild zu diesem Denkmal hochladen | Mietshaus in geschlossener Bebauung | Weststraße 2 (Karte)                     | Um 1900 | Historistischer Klinkerbau, als Teil einer gleichartigen Bebauung von städtebaulicher Bedeutung. Dreigeschossiger Bau mit orangeroter Klinkerfassade, abgesetzt davon ornamentierende, überstrichene Putzelemente vorwiegend zur Dekoration der Segmentbogenfenster, zentraler eingezogener Eingang mit Treppe. | 09236952 |
| Direkt Bild zu diesem Denkmal hochladen | Mietshaus in geschlossener Bebauung | Weststraße 4 (Karte)                     | Um 1900 | Zeittypischer Klinkerbau, als Teil einer gleichartigen Bebauung von städtebaulicher Bedeutung. Dreigeschossiger Bau mit orangeroter Klinkerfassade, abgesetzt davon ornamentierende, überstrichene Putzelemente vorwiegend zur Dekoration der Segmentbogenfenster. | 09236951 |
| Direkt Bild zu diesem Denkmal hochladen | Wohnhaus in geschlossener Bebauung | Weststraße 5 (Karte)                     | Um 1890 | Historisierender Klinkerbau, von baugeschichtlicher und städtebaulicher Bedeutung. Zweigeschossiger roter Klinkerbau mit Dachhaus als drittem Geschoss, überfangen mit Dreiecksgiebel, Eingang eingezogen an der Seite, überstrichene Standard-Putzelemente als Zierrat in den Fensterbereichen. | 09236941 |
| Direkt Bild zu diesem Denkmal hochladen | Mietshaus in geschlossener Bebauung | Weststraße 6 (Karte)                     | Um 1900 | Zeittypischer Klinkerbau, als Teil einer gleichartigen Bebauung von städtebaulicher Bedeutung. Dreigeschossiger Bau mit roter Klinkerfassade, Standard-Putzelemente als Ornamentierungen in den Fensterbereichen, zentraler eingezogener Eingang. | 09236950 |
| Direkt Bild zu diesem Denkmal hochladen | Mietshaus in geschlossener Bebauung | Weststraße 7 (Karte)                     | Um 1900 | Zeittypischer Klinkerbau, als Teil einer gleichartigen Bebauung von städtebaulicher Bedeutung. Dreigeschossiger Bau mit roter Klinkerfassade und zentralem eingezogenen Eingang, die Fensterbereiche mit standardisierten, überstrichenen Putzelementen ornamentiert. | 09236942 |
| Direkt Bild zu diesem Denkmal hochladen | Mietshaus in geschlossener Bebauung | Weststraße 8 (Karte)                     | Um 1900 | Zeittypischer Klinkerbau, als Teil einer gleichartigen Bebauung von städtebaulicher Bedeutung. Dreigeschossiger Bau mit roter Klinkerfassade und zentralem eingezogenen Eingang, die Fensterbereiche mit standardisierten, überstrichenen Putzelementen ornamentiert. | 09236949 |
| Direkt Bild zu diesem Denkmal hochladen | Mietshaus in geschlossener Bebauung | Weststraße 9 (Karte)                     | Um 1900 | Zeittypischer Klinkerbau mit Tordurchfahrt, als Teil einer gleichartigen Bebauung von städtebaulicher Bedeutung. Dreigeschossiger Bau mit roter Klinkerfassade und großer, wahrscheinlich später eingefügter Einfahrt, daneben eingezogener Eingang, die Fensterbereiche mit standardisierten, überstrichenen Putzelementen ornamentiert. | 09236943 |
| Direkt Bild zu diesem Denkmal hochladen | Mietshaus in geschlossener Bebauung | Weststraße 10 (Karte)                    | Um 1900 | Zeittypischer Klinkerbau, als Teil einer gleichartigen Bebauung von städtebaulicher Bedeutung. Dreigeschossiger Bau mit roter Klinkerfassade und zentralem eingezogenen Eingang, die Fensterbereiche mit standardisierten, überstrichenen Putzelementen ornamentiert. | 09236948 |
| Direkt Bild zu diesem Denkmal hochladen | Mietshaus in geschlossener Bebauung | Weststraße 11 (Karte)                    | Um 1900 | Zeittypischer Klinkerbau, als Teil einer gleichartigen Bebauung von städtebaulicher Bedeutung. Dreigeschossiger Bau mit gelber Klinkerfassade und zentralem eingezogenen Eingang, die Fensterbereiche mit standardisierten, überstrichenen Putzelementen ornamentiert. | 09236944 |
| Direkt Bild zu diesem Denkmal hochladen | Mietshaus in geschlossener Bebauung | Weststraße 12 (Karte)                    | Um 1900 | Zeittypischer Klinkerbau, als Teil einer gleichartigen Bebauung von städtebaulicher Bedeutung. Dreigeschossiger Bau mit gelber Klinkerfassade und zentralem eingezogenen Eingang, die Fensterbereiche mit standardisierten, überstrichenen Putzelementen ornamentiert. | 09236947 |
| Direkt Bild zu diesem Denkmal hochladen | Mietshaus in halboffener Bebauung | Weststraße 13 (Karte)                    | Um 1900 | Zeittypischer Klinkerbau, als Teil einer gleichartigen Bebauung von städtebaulicher Bedeutung. Dreigeschossiger Bau mit gelber Klinkerfassade, die Fensterbereiche mit standardisierten, überstrichenen Putzelementen ornamentiert. | 09236945 |
| Direkt Bild zu diesem Denkmal hochladen | Mietshaus in ehemals halboffener Bebauung | Weststraße 14 (Karte)                    | Um 1900 | Zeittypischer Klinkerbau, als Teil einer gleichartigen Bebauung von städtebaulicher Bedeutung. Dreigeschossiger Bau mit gelber Klinkerfassade und zentralem eingezogenen Eingang, die Fensterbereiche mit standardisierten, überstrichenen Putzelementen ornamentiert. | 09236946 |
| Direkt Bild zu diesem Denkmal hochladen | Wohnhaus in offener Bebauung | Wetzelsgrüner Straße 2 (Karte)           | Bezeichnet mit 1898                                                                                             | Klinkerfassade, architektonisch qualitätvoll gestaltetes Historismusgebäude, ursprünglich Teil einer Steinmetzfirma, baugeschichtlich von Bedeutung. Zweigeschossig, an Seite durch Zwerchhaus dreigeschossig, repräsentative Fassadengestaltung mit Sandsteingliederung und Klinker, Hauseingang seitlich, Überdachung durch Balkon auf Säulen, Geländer Steinbaluster, große Rundbogentür mit ornamentalem Schlussstein am Balkon, Dreieckgiebel-Fensterverdachungen bzw. waagerechte Fensterverdachungen, Giebel durch Sandsteingliederung wie Stufengiebel wirkend, aber Dreieckgiebel mit Bekrönung, dort datiert mit 1898, unter Segmentbogen im Zwickel dieser Bekrönung Muscheldarstellung, Satteldach, Zwerchhaus mit Blendgiebel und durchbrochenem Segmentbogen, Werksteinsockel, Freitreppe. | 09236918 |

## Altmannsgrün
| Bild                                    | Bezeichnung                                                          | Lage                                  | Datierung                                                                            | Beschreibung | ID       |
| --------------------------------------- | -------------------------------------------------------------------- | ------------------------------------- | ------------------------------------------------------------------------------------ | --- | -------- |
| Direkt Bild zu diesem Denkmal hochladen | Wohnstallhaus, Seitengebäude und Scheune eines Dreiseithofes         | Oberlauterbacher Straße 6 (Karte)     | 1. Hälfte 19. Jahrhundert (Seitengebäude); 2. Hälfte 19. Jahrhundert (Wohnstallhaus) | Wohnstallhaus in Bruchsteinmauerwerk, Seitengebäude verbrettertes Fachwerk-Obergeschoss, Scheune verbrettert, Hofensemble von sozial- und baugeschichtlicher Bedeutung. - Wohnstallhaus: verputzt, im Stallteil Bruchsteinmauerwerk, Granitgewände, Drempelgeschoss, Satteldach - Scheune: verbrettert, Satteldach mit altdeutscher Schieferdeckung - Stall/Remise: zwei Geschosse, Bruchstein, Eckquaderung (Granit) mit Fase, Obergeschoss verbrettert | 09236681 |
| Direkt Bild zu diesem Denkmal hochladen | Wohnhaus                                                             | Schönauer Straße 7 (Karte)            | Bezeichnet mit 1902                                                                  | Eingeschossiger historisierender Bau mit aufwändig gestalteter Klinkerfassade und weitgehend unverändertem Erscheinungsbild, baugeschichtlich von Bedeutung. Sockel Polygonalmauerwerk, Eckquaderung, Mittelrisalit mit Zwerchhaus und Schwebegiebel. | 09236678 |
|                                         | Ehemalige Schule                                                     | Schönauer Straße 13 (Karte)           | Bezeichnet mit 1904                                                                  | Historisierende Klinkerfassade mit turmartiger Eckbetonung, zum Teil Jugendstildekoration, straßenbildprägende Wirkung, ortshistorische Bedeutung. Zwei Geschosse, Granitquadersockel, Treppe mit Eisengitter. Original: Eingangstüre mit Oberlicht, teilweise alte Fenster, zwei Dachhäuschen mit Spitzdach, Turm mit Laterne. | 09236676 |
| Direkt Bild zu diesem Denkmal hochladen | Wohnhaus                                                             | Schönauer Straße 16 (Karte)           | Bezeichnet mit 1904                                                                  | Zeittypische Putzfassade, wohl ehemals Brauerei/Gasthof, ortshistorische Bedeutung. Ehemalige Brauerei/Gasthof (Relief), Granitsockel, symmetrische Fassade, einfache Fensterrahmung, Spitzhaubengaupen, unverändertes Satteldach. | 09236677 |
| Direkt Bild zu diesem Denkmal hochladen | Ehemalige Schule                                                     | Treuener Straße 1 (Karte)             | Um 1850                                                                              | Einfacher Putzbau mit straßenbildprägender Wirkung, unverändert erhaltene Kubatur und spätklassizistische Fassadengestalt, ortsgeschichtlich von Bedeutung. Eingeschossig, Mittelrisalit, Drempelgeschoss, Zwerchhaus, symmetrische Fassade mit vier rundbogig geschlossenen Fenstern (Profile gleich der Tür). Original: Eingangstür mit Oberlicht. | 09236683 |
| Direkt Bild zu diesem Denkmal hochladen | Kriegerdenkmal für die Gefallenen des Ersten und Zweiten Weltkrieges | Treuener Straße 1 (gegenüber) (Karte) | Nach 1918                                                                            | Ortsgeschichtlich von Bedeutung, Granit | 09236682 |
| Direkt Bild zu diesem Denkmal hochladen | Wohnstallhaus eines Dreiseithofes                                    | Treuener Straße 27 (Karte)            | Ende 18. Jahrhundert                                                                 | Obergeschoss Fachwerk mit regionaltypischen Konstruktionsdetails, straßenbildprägende Lage am Ortseingang, baugeschichtlich von Bedeutung | 09236675 |

## Eich/Sa.
| Bild                                    | Bezeichnung                                                            | Lage                           | Datierung           | Beschreibung | ID       |
| --------------------------------------- | ---------------------------------------------------------------------- | ------------------------------ | ------------------- | --- | -------- |
| Weitere Bilder                          | Empfangsgebäude (Nr. 3) und Wirtschaftsgebäude (Nr. 2) eines Bahnhofes | Bahnhof Eich 2, 3 (Karte)      | 1865                | Bahnhof der Eisenbahnstrecke Bahnstrecke Herlasgrün–Oelsnitz (6648; sä. HOe), Putzbauten von zeittypischen Details geprägt, Empfangsgebäude Langbau mit zwei seitliche Querbauten mit Dachüberständen und historisierender Fassadengestaltung, eisenbahngeschichtlich und ortsgeschichtlich von Bedeutung. Kubatur und Fassade weitgehend unverändert, heute Wohnungen, teilweise zugesetzte Fenster, Nebengebäude: Segmentbogenfenster und ähnliche Baudetails (Dachneigung, Dachüberstand). | 09237132 |
| Direkt Bild zu diesem Denkmal hochladen | Schulbau (ehemalige Jahn-Schule)                                       | Schulstraße 15 (Karte)         | Bezeichnet mit 1904 | Mit markanter straßenbildprägender Klinkerfassade und Turmaufsatz, ortshistorisch bedeutsam. - Schulgebäude: zwei Geschosse, Bruchstein-Polygonalmauerwerk, rote Klinkerfassade, Mittelrisalit mit Giebel und Turmabschluss, Kunststeinverdachung der Fenster, Portal reich gestaltet, Innen stark verändert - Toilettenhaus: rote Klinker | 09237122 |
| Direkt Bild zu diesem Denkmal hochladen | Kriegerdenkmal für die Gefallenen des Ersten Weltkrieges               | Schulstraße 15 (neben) (Karte) | Nach 1918           | Drei Granitsteine mit Relief und Inschrift, ortsgeschichtlich von Bedeutung | 09237126 |
| Direkt Bild zu diesem Denkmal hochladen | Wohnhaus (Umgebinde) eines Bauernhofes                                 | Schulstraße 19 (Karte)         | Bezeichnet mit 1769 | Obergeschoss Fachwerk verbrettert, Umgebindekonstruktion ausgefacht, in Kubatur unveränderter Bau in landschaftstypischer Bauweise, baugeschichtlich von Bedeutung. Feldsteinsockel (unverputzt), Umgebinde (Ziegelausfachung), eventuell Holzblöcke dahinter (?), teilweise alter Putz, hofseitig Portal (Granitgewände mit Inschrift). | 09237127 |
| Direkt Bild zu diesem Denkmal hochladen | Wohnhaus                                                               | Treuener Straße 21 (Karte)     | Um 1900             | Eingeschossiger Klinkerbau, einfache unveränderte Fassadengestaltung, baugeschichtlich von Bedeutung. Bruchsteinsockel, rote Klinkerfassade (aufgeputzte Fenstergewände), Eckbetonung, leichter Mittelrisalit mit Zwerchhaus, Drempelgeschoss, Satteldach mit altdeutscher Schieferdeckung. | 09237131 |

## Gospersgrün
| Bild                                    | Bezeichnung                                       | Lage                          | Datierung           | Beschreibung | ID       |
| --------------------------------------- | ------------------------------------------------- | ----------------------------- | ------------------- | --- | -------- |
| Direkt Bild zu diesem Denkmal hochladen | Häuslerhaus                                       | Gospersgrün 4 (Karte)         | Um 1800             | Fachwerk-Obergeschoss verputzt, landschaftstypisches Häuslerhaus, baugeschichtlich von Bedeutung. Erdgeschoss massiv, Graupelputz mit glatten Faschen und Glattputzgliederungen, Satteldach, Giebeldreieck verschiefert, schöne Verzierung am Dachfenster, dominante Lage, begrenzt den Dorfanger, dadurch wichtig für Ortsbild. | 09233933 |
| Direkt Bild zu diesem Denkmal hochladen | Denkmal für die Gefallenen des Ersten Weltkrieges | Gospersgrün 6 (vor) (Karte)   | Nach 1918           | Ortsgeschichtlich von Bedeutung, einfacher Naturstein mit Schrifttafel | 09233936 |
| Direkt Bild zu diesem Denkmal hochladen | Zwei Sühnekreuze                                  | Gospersgrün 9 (neben) (Karte) | 15./16. Jahrhundert | Geschichtlich von Bedeutung | 09233932 |
| Direkt Bild zu diesem Denkmal hochladen | Häuslerhaus                                       | Gospersgrün 16 (Karte)        | Um 1800             | Obergeschoss Fachwerk verputzt, landschaftstypisches Häuslerhaus, baugeschichtlich von Bedeutung. Erdgeschoss massiv, eventuell Lehmstock, Giebeldreieck verkleidet, Satteldach. | 09233935 |
| Direkt Bild zu diesem Denkmal hochladen | Häuslerhaus                                       | Gospersgrün 28 (Karte)        | Um 1800             | Fachwerk-Obergeschoss verputzt, Erdgeschoss massiv, teilweise Bruchstein, Satteldach, einfache Konstruktion, Lehmstock vermutlich auch im Erdgeschoss, Gliederung Fassade erhalten. | 09233931 |
| Direkt Bild zu diesem Denkmal hochladen | Bahnwärterhaus mit Nebengebäude                   | Gospersgrün 34 (Karte)        | Um 1900             | Original erhaltener Typenbau an der Bahnstrecke Herlasgrün–Oelsnitz (6648; sä. HOe; Voigtländische Staatseisenbahn) von baugeschichtlicher und verkehrsgeschichtlicher Bedeutung. - Bahnwärterhaus: eingeschossig mit Drempelgeschoss, flachgeneigtes Satteldach, Fensterbankgesims im Drempelgeschoss (aufgeputzt) - Nebengebäude: eingeschossig, verputzt, flachgeneigtes Satteldach, typische Anlage ohne wesentliche Veränderungen | 09238723 |

## Hartmannsgrün
| Bild                                    | Bezeichnung                                              | Lage                               | Datierung | Beschreibung                                                               | ID       |
| --------------------------------------- | -------------------------------------------------------- | ---------------------------------- | --------- | -------------------------------------------------------------------------- | -------- |
| Direkt Bild zu diesem Denkmal hochladen | Kriegerdenkmal für die Gefallenen des Ersten Weltkrieges | Dorfstraße 72a (gegenüber) (Karte) | Nach 1918 | Steinblock mit Adler-Relief und Inschrift, ortsgeschichtlich von Bedeutung | 09236691 |

## Pfaffengrün
| Bild                                    | Bezeichnung | Lage                               | Datierung                                                                                | Beschreibung | ID       |
| --------------------------------------- | --- | ---------------------------------- | ---------------------------------------------------------------------------------------- | --- | -------- |
| Direkt Bild zu diesem Denkmal hochladen | Ehemaliger Gasthof „Zur Sonne“, bestehend aus Gasthaus mit Saalanbau und Seitengebäude sowie Torbogen und Wassertrog im Hof | Gasse 2 (Karte)                    | Mitte 18. Jahrhundert (Gasthof); 19. Jahrhundert (Saalanbau); bezeichnet mit 1845 (Trog) | Bemerkenswertes, geschlossen erhaltenes Ensemble mit Hofeinfahrt und Saalanbau in regionaltypischer Bauweise, Gebäude mit Fachwerk-Obergeschoss, mit reicher Originalsubstanz, baugeschichtlich und ortsgeschichtlich von Bedeutung. - Wohnhaus (Gasthof): Bruchsteinmauerwerk, teilweise verputzt, Obergeschoss Fachwerk, Giebel verschiefert, Krüppelwalmdach, original: Eingangstür mit Oberlicht, alle Fenster im Giebel, Saalanbau, Fachwerk-Obergeschoss (Ziegelausfachung) - Nebengebäude/Stall: Obergeschoss Fachwerk, Krüppelwalm | 09236693 |
| Direkt Bild zu diesem Denkmal hochladen | Kriegerdenkmal für die Gefallenen des Ersten Weltkrieges                                                                    | Hauptstraße 20 (gegenüber) (Karte) | Nach 1918                                                                                | Ortsgeschichtlich von Bedeutung, Granit, bossiert | 09236692 |
| Direkt Bild zu diesem Denkmal hochladen | Häuslerhaus | Kreuzweg 9 (Karte)                 | Anfang 19. Jahrhundert                                                                   | Eingeschossiger Putzbau, Giebel verschiefert, Beispiel ländlicher Bau- und Lebensweise, vermutlich Tagelöhner- oder Häuslerhaus, sozialgeschichtliche Bedeutung. Wohl Lehmwände, hohes Satteldach mit altdeutscher Schieferdeckung, Giebel mit Zierverschieferung. Original: Eingangstür mit Oberlicht. | 09237115 |
| Direkt Bild zu diesem Denkmal hochladen | Rittergut Pfaffengrün (Sachgesamtheit)                                                                                      | Rittergutsberg 11, 13, 15 (Karte)  | Ende 18. Jahrhundert (Herrenhaus); 2. Hälfte 19. Jahrhundert (Wirtschaftsgebäude)        | Sachgesamtheit Rittergut Pfaffengrün, mit den Einzeldenkmalen: Herrenhaus (Nr. 11) und Wirtschaftsgebäude (Nr. 13/15), siehe Einzeldenkmale 09300592, sowie Gutspark und mit dem Sachgesamtheitsteil weiteres Wirtschaftsgebäude (gegenüber Nr. 13/15); Herrenhaus mit Turm, Fachwerk-Obergeschoss und Mansarddach, geschlossen erhaltenes Gebäudeensemble in landschaftstypischer Bauweise, von ortsgeschichtlicher, baugeschichtlicher und ortsbildprägender Bedeutung. | 09236694 |
| Direkt Bild zu diesem Denkmal hochladen | Herrenhaus (Nr. 11) und Wirtschaftsgebäude (Nr. 13/15), Einzeldenkmale zu ID-Nr. 09236694                                   | Rittergutsberg 11, 13, 15 (Karte)  | Ende 18. Jahrhundert (Herrenhaus); 2. Hälfte 19. Jahrhundert (Wirtschaftsgebäude)        | Einzeldenkmale der Sachgesamtheit Rittergut; Herrenhaus mit Turm, Fachwerk-Obergeschoss und Mansarddach, geschlossen erhaltenes Gebäudeensemble in landschaftstypischer Bauweise, von ortsgeschichtlicher, baugeschichtlicher und ortsbildprägender Bedeutung. - Herrenhaus: Bruchsteinsockel, Granitgewände, Obergeschoss Fachwerk, Turmvorbau mit Granitgewändeportal (geohrt) und spitzer Haube, Mansarddach und verschiedene Gaupen, gewölbte Kelleranlage, schmiedeeiserne Tür - Stallflügel links: Ziegelbau teilweise verputzt, Drempel mit Fachwerk, Zwerchhaus - Stallflügel rechts: Obergeschoss abgebrochen, großes Portal (Granithalbsäulen), gusseiserne Säulen und preußische Kappen im Inneren | 09300592 |

## Schreiersgrün
| Bild                                    | Bezeichnung                                                                                | Lage                            | Datierung                                     | Beschreibung | ID       |
| --------------------------------------- | ------------------------------------------------------------------------------------------ | ------------------------------- | --------------------------------------------- | --- | -------- |
| Direkt Bild zu diesem Denkmal hochladen | Wohnhaus                                                                                   | Alte Treuener Straße 14 (Karte) | Um 1905                                       | Rote Klinkerfassade mit Glasursteinen, aufwendige Fassadengestaltung, bauhistorische und straßenbildprägende Bedeutung. Zwei Geschosse, Sockel Granitquader, Mittelrisalit mit Zwerchhaus und Giebel, aufwändige Gaupengestaltung, Schieferdeckung. | 09236689 |
| Direkt Bild zu diesem Denkmal hochladen | Schulbau und Einfriedung                                                                   | Auerbacher Straße 10 (Karte)    | Bezeichnet mit 1907                           | Putzbau in malerischer Baumassen-Gruppierung, Sockel aus Granitquadern, Turm mit Uhr und Haube, Reformstil-Architektur, von ortsbildprägender Größe und Lage, baugeschichtlich und ortsgeschichtlich von Bedeutung. Schieferdach, mechanische Turmuhr Gerhard Preller, Architekt: Stier. | 09236684 |
| Direkt Bild zu diesem Denkmal hochladen | Wohnhaus und Einfriedung                                                                   | Auerbacher Straße 2 (Karte)     | Bezeichnet mit 1905                           | Rote Klinkerfassade mit Zierfachwerk, ortshistorische und straßenbildprägende Bedeutung. Sockel Quadermauerwerk, weiße Putzbänder, Stuckreliefs, Mittelrisalit mit Zwerchhaus, weiter Dachüberstand, Kunststein-Fenstergewände, Schieferdeckung. Irrtümlich als Auerbacher Straße 32 in der offiziellen Denkmalliste. | 09236685 |
| Direkt Bild zu diesem Denkmal hochladen | Gasthaus (Gasthof Tiepner)                                                                 | Friedensring 3 (Karte)          | Um 1902                                       | Historisierende Putzfassade, mit Tanzsaal im Obergeschoss, ortsgeschichtlich von Bedeutung. Zwei Geschosse, Putzgliederung, Granit-Polygonalmauerwerk, Eckquaderung, Gesimse, teilweise gerade oder Dreiecksverdachung der Fenster, im Obergeschoss hohe Saalfenster aus Kunststein, Saal mit Stufengiebel, hohes Dach mit Gaupen.                                                                                           | 09236688 |
| Direkt Bild zu diesem Denkmal hochladen | Wohnhaus mit Einfriedung und Stützmauer                                                    | Friedensring 24 (Karte)         | Bezeichnet mit 1905                           | Historisierende Klinkerfassade, markanter straßenbildprägender Bau mit charakteristischen Baudetails (geschnitzte Schwebegiebel), baugeschichtlich von Bedeutung. Eingeschossig, Sockel Granit-Polygonalmauerwerk, Fenster mit halbrunden Profilen, Mittelrisalit mit Zwerchhaus, zwei Satteldachgaupen, weiter Dachüberstand, mit verkleidetem Hängegiebel, Satteldach. Einfriedung: schmiedeeisern auf Sandsteinmauerwerk. | 09236686 |
| Direkt Bild zu diesem Denkmal hochladen | Kriegerdenkmal für die Gefallenen des Ersten Weltkrieges sowie Wassertrog auf dem Friedhof | Gartenstraße (Karte)            | 1842 (Wassertrog); nach 1918 (Kriegerdenkmal) | Gefallenendenkmal mit Granitinschrift, ortsgeschichtlich von Bedeutung. Trog: 396 × 92 × 60 cm, Granit, bezeichnet mit „JGM/1842“ | 09236687 |

## Veitenhäuser
| Bild | Bezeichnung | Lage                         | Datierung             | Beschreibung                        | ID       |
| ---- | ----------- | ---------------------------- | --------------------- | ----------------------------------- | -------- |
|      | Wegestein   | Veitenhäuser 4 (bei) (Karte) | Mitte 19. Jahrhundert | Verkehrsgeschichtlich von Bedeutung | 09236690 |

## Wetzelsgrün
| Bild                                    | Bezeichnung                                           | Lage                                | Datierung                             | Beschreibung | ID       |
| --------------------------------------- | ----------------------------------------------------- | ----------------------------------- | ------------------------------------- | --- | -------- |
| Direkt Bild zu diesem Denkmal hochladen | Pechpfanne                                            | Wetzelsgrün 1 (hinter) (Karte)      | 19. Jahrhundert                       | Sogenannter Griebenherd zur Gewinnung von Pech, heimatgeschichtliche Bedeutung | 09233937 |
| Direkt Bild zu diesem Denkmal hochladen | Wohnstallhaus, Scheune und Schuppen eines Bauernhofes | Wetzelsgrün 8 (Karte)               | Um 1800                               | Wohnstallhaus mit Fachwerk-Obergeschoss, Scheunen verbrettert, landschaftstypischer Bauernhof mit ortsbildprägender Wirkung, baugeschichtlich von Bedeutung. - Wohnhaus: Fachwerk-Obergeschoss, teilweise verkleidet, teilweise massiv, Satteldach, Erdgeschoss massiv - Zwei Scheunen: Fachwerk verbrettert mit Wetterschrägen | 09233939 |
| Direkt Bild zu diesem Denkmal hochladen | Denkmal für die Gefallenen des Ersten Weltkrieges     | Wetzelsgrün 10e (gegenüber) (Karte) | Nach 1918                             | Ortsgeschichtlich von Bedeutung, einfacher Stein mit Schrifttafel | 09233938 |
| Direkt Bild zu diesem Denkmal hochladen | Häuslerhaus                                           | Wetzelsgrün 20 (Karte)              | 1649 laut Auskunft; wohl erst um 1800 | Obergeschoss Fachwerk verschiefert, baugeschichtlich von Bedeutung. Erdgeschoss massiv und verputzt, Haustür nachträglich durch Ziegel eingefasst, schiefergedecktes Satteldach, ursprünglich Schindeldeckung. | 09238724 |
| Direkt Bild zu diesem Denkmal hochladen | Pechpfanne                                            | Wetzelsgrün 24 (bei) (Karte)        | 19. Jahrhundert                       | Sogenannter Griebenherd zur Gewinnung von Pech, heimatgeschichtliche Bedeutung | 09233940 |

## Ehemalige Denkmäler (Treuen)
| Bild                                    | Bezeichnung                                                                                          | Lage                           | Datierung                 | Beschreibung | ID       |
| --------------------------------------- | --- | ------------------------------ | ------------------------- | --- | -------- |
| Direkt Bild zu diesem Denkmal hochladen | Ehemaliges Wohn- und Verwaltungsgebäude in halboffener Bebauung (ehemalige Spitzenfabrik F. A. Weiß) | August-Bebel-Straße 21 (Karte) | Bezeichnet mit 1910       | Architektonisch qualitätvoller Putzbau mit Erker, baugeschichtlich, städtebaulich und ortsgeschichtlich von Bedeutung. Heute Wohnhaus mit gewerblicher Nutzung, am Glasfenster über Hauseingang bezeichnet mit 1910. Zweigeschossig, Lisenengliederung, verkröpftes und profiliertes Kranzgesims, Werksteinsockel, hohes Kellergeschoss mit originaler Fenstervergitterung, originale zweiflügelige Haustür mit Glaseinsätzen, Bleiglasfenster als Oberlicht, schönes, zeittypisches Vordach, Fensterbrüstungen mit einfachen Stuckreliefs, vierflügelige Fenster mit sprossengeteilten Oberlichtern, eingeschossiger Erker im ersten Obergeschoss mit schlitzförmigen Fenstern, hoher Dachaufbau mit gedrungenem, fast quadratischem Fensterformat, Lisenen und Kassetten dort, große Gaube mit Satteldach, Haus mit hohem Satteldach, seitlich Mittelrisalit angeordnet, im Dachgeschoss fortgesetzt, hier auch Mansarddach. 2014 abgerissen. | 09236913 |
| Direkt Bild zu diesem Denkmal hochladen | Empfangsgebäude                                                                                      | Bahnhofstraße 47 (Karte)       | 1876                      | Zeittypischer Putzbau, von eisenbahnhistorischem und verkehrsgeschichtlichem Wert. Bahnhof der Bahnstrecke Herlasgrün–Oelsnitz, Inbetriebnahme der Strecke 1865, Bahnhofsbau erst 1876. Typenbau mit zwei zweigeschossigen, annähernd quadratischen Bauten mit Zeltdach, dazwischen eingeschossiger Putzbau mit flachgeneigtem Satteldach, in Erdgeschoss Rundbogenfenster und rundbogige Türöffnungen, Obergeschoss Rechteckfenster, die Fenster- und Türöffnungen durch Gewände eingefasst, die beiden zweigeschossigen Bauten mit Mittelrisalit und kleinem Dreieckgiebel, die ursprüngliche Putzgliederung mit Gurtgesims, Fensterbankgesims im ersten Obergeschoss und Überschlaggesimsen im Obergeschoss heute nicht erhalten. 2015 abgerissen. | 09238720 |
| Direkt Bild zu diesem Denkmal hochladen | Wohnhaus in offener Bebauung und in Ecklage                                                          | Karlstraße 2 (Karte)           | 1. Hälfte 19. Jahrhundert | Zur ältesten Wohnhausbebauung von Treuen gehörender Fachwerkbau, Obergeschoss zum Teil verschiefert, von stadtgeschichtlicher Bedeutung. Erdgeschoss massiv, Obergeschoss verputzt oder verschiefert, Erdgeschoss wahrscheinlich unterfahren und weiter verändert, Krüppelwalmdach, im Obergeschoss Fachwerk vermutlich vollständig erhalten, regelmäßige Streben, vermutlich teilweise Ziegelausfachung. Zwischen 2020 und 2024 abgerissen. | 09236978 |

## Tabellenlegende
- Bild: Bild des Kulturdenkmals, ggf. zusätzlich mit einem Link zu weiteren Fotos des Kulturdenkmals im Medienarchiv Wikimedia Commons. Wenn man auf das Kamerasymbol klickt, können Fotos zu Kulturdenkmalen aus dieser Liste hochgeladen werden:
- Bezeichnung: Denkmalgeschützte Objekte und ggf. Bauwerksname des Kulturdenkmals
- Lage: Straßenname und Hausnummer oder Flurstücknummer des Kulturdenkmals. Die Grundsortierung der Liste erfolgt nach dieser Adresse. Der Link (Karte) führt zu verschiedenen Kartendiensten mit der Position des Kulturdenkmals. Fehlt dieser Link, wurden die Koordinaten noch nicht eingetragen. Sind diese bekannt, können sie über ein Tool mit einer Kartenansicht einfach nachgetragen werden. In dieser Kartenansicht sind Kulturdenkmale ohne Koordinaten mit einem roten bzw. orangen Marker dargestellt und können durch Verschieben auf die richtige Position in der Karte mit Koordinaten versehen werden. Kulturdenkmale ohne Bild sind an einem blauen bzw. roten Marker erkennbar.
- Datierung: Baubeginn, Fertigstellung, Datum der Erstnennung oder grobe zeitliche Einordnung entsprechend des Eintrags in der sächsischen Denkmaldatenbank
- Beschreibung: Kurzcharakteristik des Kulturdenkmals entsprechend des Eintrags in der sächsischen Denkmaldatenbank, ggf. ergänzt durch die dort nur selten veröffentlichten Erfassungstexte oder zusätzliche Informationen
- ID: Vom Landesamt für Denkmalpflege Sachsen vergebene, das Kulturdenkmal eindeutig identifizierende Objekt-Nummer. Der Link führt zum PDF-Denkmaldokument des Landesamtes für Denkmalpflege Sachsen. Bei ehemaligen Kulturdenkmalen können die Objektnummern unbekannt sein und deshalb fehlen bzw. die Links von aus der Datenbank entfernten Objektnummern ins Leere führen. Ein ggf. vorhandenes Icon  führt zu den Angaben des Kulturdenkmals bei Wikidata.